# Ajkai vörösiszap-katasztrófa

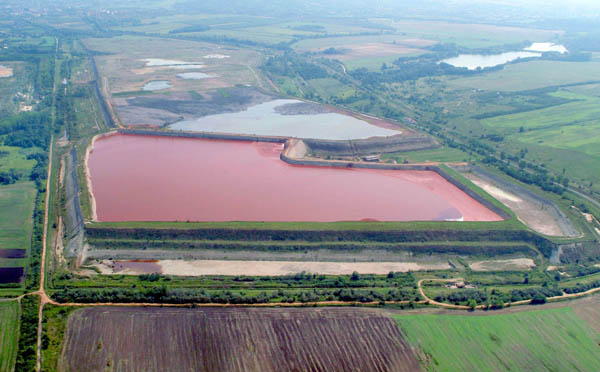
A zagytározó 10-es kazettájának 2007-es állapota (légifelvétel)

Az ajkai vörösiszap-katasztrófa tíz emberéletet követelő, hatalmas anyagi és környezeti károkat okozó ipari szerencsétlenség és környezetkárosító katasztrófa, a magyar ipar történetének egyik legsúlyosabb balesete. 2010. október 4-én átszakadt a MAL Magyar Alumínium Termelő és Kereskedelmi Zrt. tulajdonában lévő Ajkai Timföldgyár Kolontár és Ajka között létesített, 400×600 m-es vörösiszap-tárolójának gátja. A kiömlő, több mint egymillió köbméternyi zagy elöntötte Kolontár, Devecser és Somlóvásárhely települések mélyebben fekvő részeit. Az erősen lúgos, maró hatású ipari hulladék körülbelül 40 négyzetkilométeren terült szét, felbecsülhetetlen gazdasági és ökológiai károkat okozva a Devecseri kistérségben.
Tíz ember meghalt és a sérültek száma több mint 150 fő volt.
A Torna-patak teljes élővilágát kipusztította az erős lúgos szennyeződés, valamint erre a sorsra jutott a Marcal Torna torkolata alatt fekvő része is.
A 2010. november 5-én nyilvánosságra hozott kormányhatározat a MAL Zrt.-t nevezte meg az október 4-én bekövetkezett katasztrófa károkozójának.
A magyar kormánynak összesen 38 milliárd forintba került a vörösiszap-katasztrófát követő károk helyreállítása, ebből 21 milliárd forintot a környezeti elemek helyreállítása emésztett fel.

## A vörösiszap
A vörösiszap a timföldgyártás melléktermékeként keletkező, toxikus fémvegyületeket az átlag feletti, de nem veszélyes mennyiségben tartalmazó, erősen lúgos (pH 13) anyag. Veszélyes hulladék, a bőrt az égési sérülésekhez hasonlóan kimarja, de egyébként nem mérgező anyag. A lúgos hulladék a természetbe kerülve pusztítóan hat az élővilágra.
A vörösiszapban nyomokban találhatók radioaktív fémek, de alacsony aktivitása miatt a közvetlen sugárzás környezeti hatása elhanyagolható és jelentősen nem haladja meg a kibányászott bauxit aktivitását.
A MAL Zrt. honlapján, a baleset után közzétett adatok szerint, az ajkai vörösiszap összetétele:
- 40–45% Fe2O3 (vas(III)-oxid), ez adja az iszap vörös színét
- 10–15% Al2O3 (alumínium-oxid)
- 10–15% SiO2 (szilícium-dioxid) nátrium- vagy kalcium-alumínium-szilikátként van jelen
- 6–10% CaO (kalcium-oxid)
- 4–5% TiO2 (titán-dioxid)
- 5–6% Na2O (nátrium-oxid, vízzel nátronlúggá alakul)

## A katasztrófa előtt

### Fejlesztési tervek és környezetvédelemmel összefüggő megállapítások a katasztrófa előtt
A Nemzeti Fejlesztési Ügynökség 2005. szeptember 27-én és október 26-án végzett terepmunkája nyomán „A Nemzeti Fejlesztési Terv szerepe az Ajkai kistérség fejlődésében” címmel tanulmány készült, amelyben a következőképpen írták le a szakemberek a katasztrófa előtti helyzetet:

„Az Ajkai kistérség területén hagyományosan jelentős a bányászati tevékenység. A térségben 130 évre visszatekintő szénbányászat az Ármin bánya bezárásával 2004-ben megszűnt. A térségben korábban működő homok-, kő-, illetve kavicsbányák helyén ma jelentős tájsebek, bányagödrök találhatók, melyek rekultivációt igényelnek.
A térség jelentős felszín alatti karsztvízkészlettel rendelkezik, ennek mennyiségét és minőségét azonban a bányászat és a felszíni környezeti szennyezések egyaránt veszélyeztetik. Ajka és környékén jelentős mennyiségű salak és vörösiszap halmozódott fel, ami a technika fejlődésével új tevékenységek nyersanyaga lehetne, ám feldolgozásáig a környezeti potenciált rontja.
Ajka térségében az ipari termelés hagyományosan meghatározó tevékenység. A szén-, bauxit- és mangánércbányászat, alumíniumkohászat, alumíniumfeldolgozás, elektronika fél évszázados, az üveggyártás évszázados hagyományokra tekint vissza. A térség munkavállalóinak jelentős része az iparban dolgozik. Jelenleg az ipari foglalkoztatás nagy része Ajkára korlátozódik. Ajkán kívül Devecserben, Úrkúton, Halimbán zajlik még ipari jellegű tevékenység. A térség nyugati része elsősorban mezőgazdasági hasznosításra alkalmas.”

Részlet a tanulmányban javasolt fejlesztési tervből és a várható költségekről:
- Talajok szennyezettségének csökkentése, Marcal-medence természeti adottságainak óvása és láthatóvá tétele, Marcal-medence, 50 000 000 Ft
- Ajkai szénbányák rekultivációja, Ajka, 1 000 000 000 Ft
- Ajkai vörösiszap-temetők rekultivációja, Ajka, 600 000 000 Ft
- Vízbázis védelme – Marcal-medence természeti adottságainak óvása és láthatóvá tétele, Marcal-medence, 50 000 000 Ft
- Ajka városközponti patakpart-revitalizáció, Ajka, 500 000 000 Ft
- Csatornaberuházások, a térség forrásainak revitalizációja, Ajkai kistérség, 20 000 000 Ft
- Hulladékkezelés megoldása – Térségi hulladéklerakó megvalósítása, Ajkai kistérség, 6 000 000 Ft
- Hulladékgazdálkodási tervek készítése a kistérség településein, Ajkai kistérség, 60 000 000 Ft

### A vörösiszapot tároló zagyterek leírása
Az ajkai timföldgyár zagytározó kazettáiban 50 millió köbméter szürke- és 30 millió köbméter vörösiszapot tároltak a környezeti katasztrófát okozó ömlés előtt.
- Az I-V. jelű kazettákban erőművi salakot, illetve pernyét tárolnak. A feltöltés vastagsága több mint 10 m. Fúrásokkal a talajvizet közvetlenül a feltöltés alatt érték el.
- A VI-IX. jelű kazetták alatt 1–2 m vastag a néhol meglehetősen laza ártéri üledék (kőtörmelékes homok, kavicsos-kőtörmelékes agyag), alatta 5–7 m vastag, durvaszemű allúvium (homok, kavicsos homok, homokos apró-durva kavics) települ. A durvább szemcséjű anyagok egykori mederüledékek. Az egyes üledékek vízzáró képessége erősen változó: a homokrétegek vízáteresztő képessége kisebb, mint a kavicsé. Az allúvium feküjének (ez a kazetták alatti, kőzetlisztes agyag) vízzárósága a homok-, illetve mészerek miatt változó, de szivárgási tényezője általában kisebb mint 10−6 m/s. Ez alatta több 10 m vastag, gyakorlatilag vízzárónak tekinthető agyag települ.
- A talajvíz a vizsgált területen 1–4 m mélyen található, és a Torna patak völgye felé áramlik: fő áramlási iránya a Ny-i, másodlagos (az É–D-i dombokról) a déli.[9]

## A katasztrófa

A katasztrófa által érintett terület

A baleset 2010. október 4-én 12:05 és 12:25 perc között történt a MAL Zrt. Ajkai Timföldgyára 10-es zagytározójának északnyugati sarkánál. Az újabb kutatások szerint a gát nem pillanatszerűen szakadt át, hanem 12:10 és 12:25 között folyamatosan. A kiömlő, mintegy 600–700 000 m³-nyi, 7—8% iszaptartalmú lúg körülbelül 10 km²-es területet öntött el, közte Kolontár felét, Devecser egyharmadát. Az árhullám néhol két méter magasra csapott, illetve torlódott fel. A szennyező anyag belefolyt a Veszprém–Devecseri-árokban csörgedező Torna-patakba, aminek vizét a környező tározókból próbálták meg hígítani. A szennyező anyag a Marcalon keresztül eljutott a Rábába, onnan pedig a Mosoni-Dunába és a Dunába.

### Azonnali intézkedések
Az érintett falvakban a katasztrófavédelem a Magyar Honvédség, és az Ajkai Rendőrkapitányság segítségével kezdték el a mentést, illetve a károk felmérését. Szlovákia speciális kutyás mentőszolgálatot három mentővel és két emberkeresésre kiképzett kutyát is a helyszínre küldött.
Október 5-én délutánig a Kolontár feletti másik tározóban 100 000 liter lúgos vizet semlegesítettek savval; a szennyező árhullám elvonulása után ezt elkezdték leengedni a Torna-patakba. Büntetőeljárást kezdtek ismeretlen tettes ellen, hogy kiderítsék, kit terhel az anyagi és büntetőjogi felelősség. A szennyeződés bekerült a Marcal folyóba, a katasztrófavédelem munkatársai azon dolgoznak, hogy a Rába, majd azon keresztül a Duna ne szennyeződjön.
A tározóból 13-nál is nagyobb pH-jú nátronlúg ömlött ki, és vitte magával a vörösiszapot. A bőrre vagy nyálkahártyára jutott lúg maró hatása miatt a károsított szövetek begyulladtak. A lúggal érintkezett szövet elhalt, helyén kimaródó fekély keletkezett. A marónátronnal szennyezett tárgyak megtisztításához híg savakat (ecet, citromlé) használhatunk, az élővizek kémhatását gipszporral és savas kémhatású ammónium-nitrát műtrágyával próbálták óvni — azt, hogy a gipsz beszórása járt-e bármi haszonnal, máig vitatják.
Október 5-én a környezetvédelmi államtitkár azonnali hatállyal felfüggesztette a MAL Zrt. termelő tevékenységét. Illés Zoltán egyúttal utasította a kiömlött mérgező iszap tulajdonosát az ajkai térségben megsérült tározó helyreállítására. A cég vezetői nem értették, miért függesztette fel az üzem működését a környezetvédelmi államtitkár. A termelést 17-én indíthatták újra — gyakorlatilag az utolsó pillanatban, mielőtt a vállalat elvesztette volna világpiaci pozícióit.
Október 6-án megtörtént a hatásterület légi felmérése, amelyet az első magyar gyártmányú multispektrális légi mérőkamerával, az Interspect IS 2-es típussal végeztek (Kovács Gábor – Bakó Gábor). A távérzékelési projekt 11-én folytatódott az idősoros felvételezés érdekében, és hamarosan elkészült a kármentők munkáját segítő környezetinformatikai rendszer. Az elöntést követő két fotó-térképészeti feladat után, az Interspect ugyanezzel a technológiájával 2011 októberében, egy évvel a katasztrófa után is feltérképezte a korábban is felmért területet, a változások elemzéséhez.

### A katasztrófa emberi áldozatai
Többen szenvedtek sérüléseket, jellemzően a lúgtól, első- vagy másodfokú égési sérüléseket. Egy kisgyermek szeme a lúg marásától súlyosan megsérült.
A legsúlyosabb sérült testfelületének közel 70 százaléka megégett. Az égési sérültek a lúgos vízben állva nem éreztek fájdalmat, mert a lúgmarás fokozatosan alakul ki. A lúg okozta marásos sérülés nagyon hasonlít az égési sérülésre, és kezelése is hasonló. Október 8-án hajnalban, hivatalosan már ötre emelkedett a halálos áldozatok száma, miután a veszprémi kórházban belehalt sérüléseibe egy 81 éves férfi, délután pedig megtaláltak két újabb, korábban eltűntté minősített áldozatot. Október 11-én találták meg az utolsó eltűntként nyilvántartott személy holttestét. Október 13-án és november 5-én, egy hónappal a katasztrófa után, egy-egy újabb sérült hunyt el a kórházban, amivel végül tízre emelkedett a katasztrófa áldozatainak száma.

### Gazdasági és környezeti károk

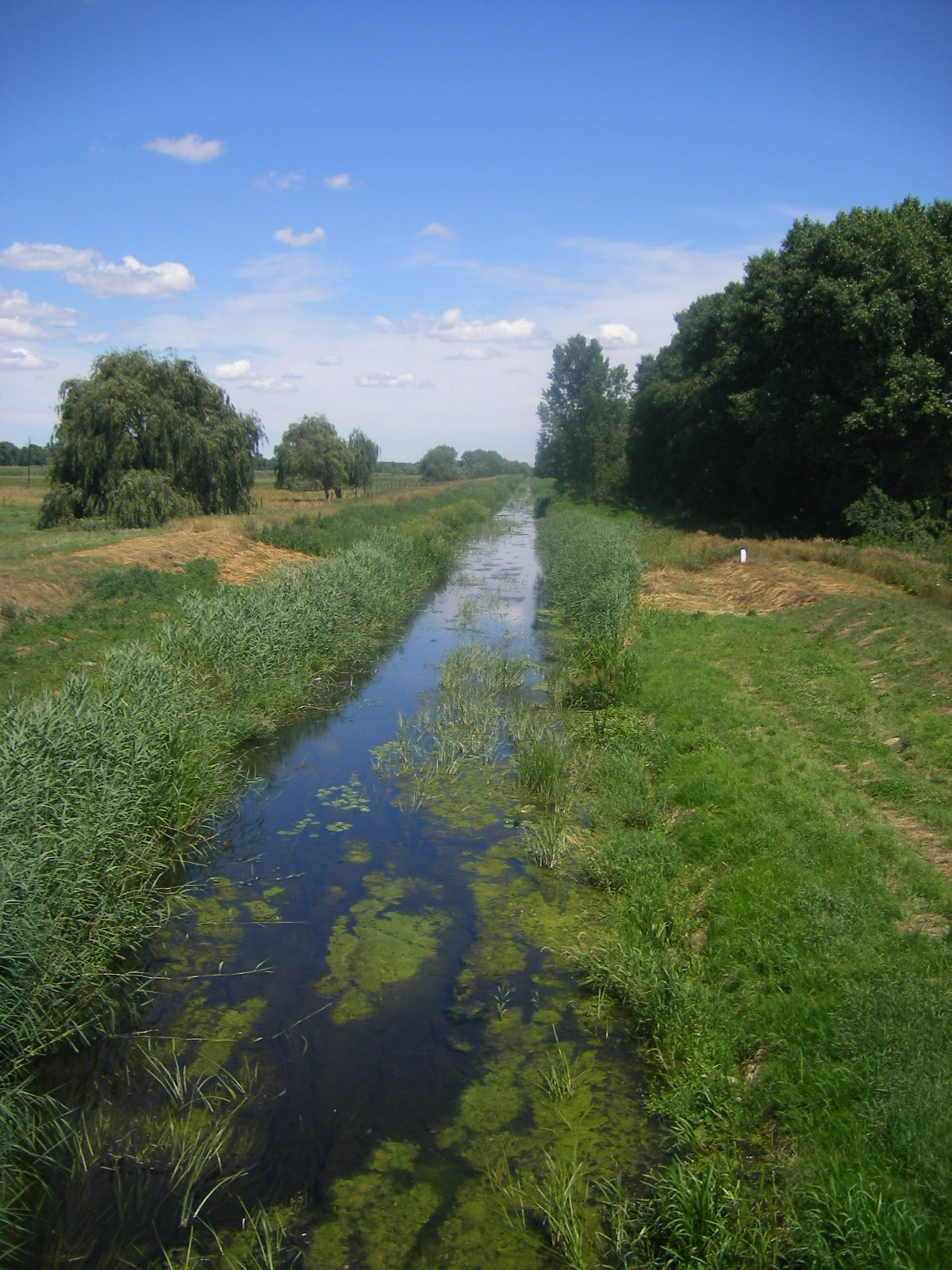
A 2007-ben még érintetlen élővíz, a Marcal Mersevátnál. 2010 októberében a folyó teljes élővilága kipusztult
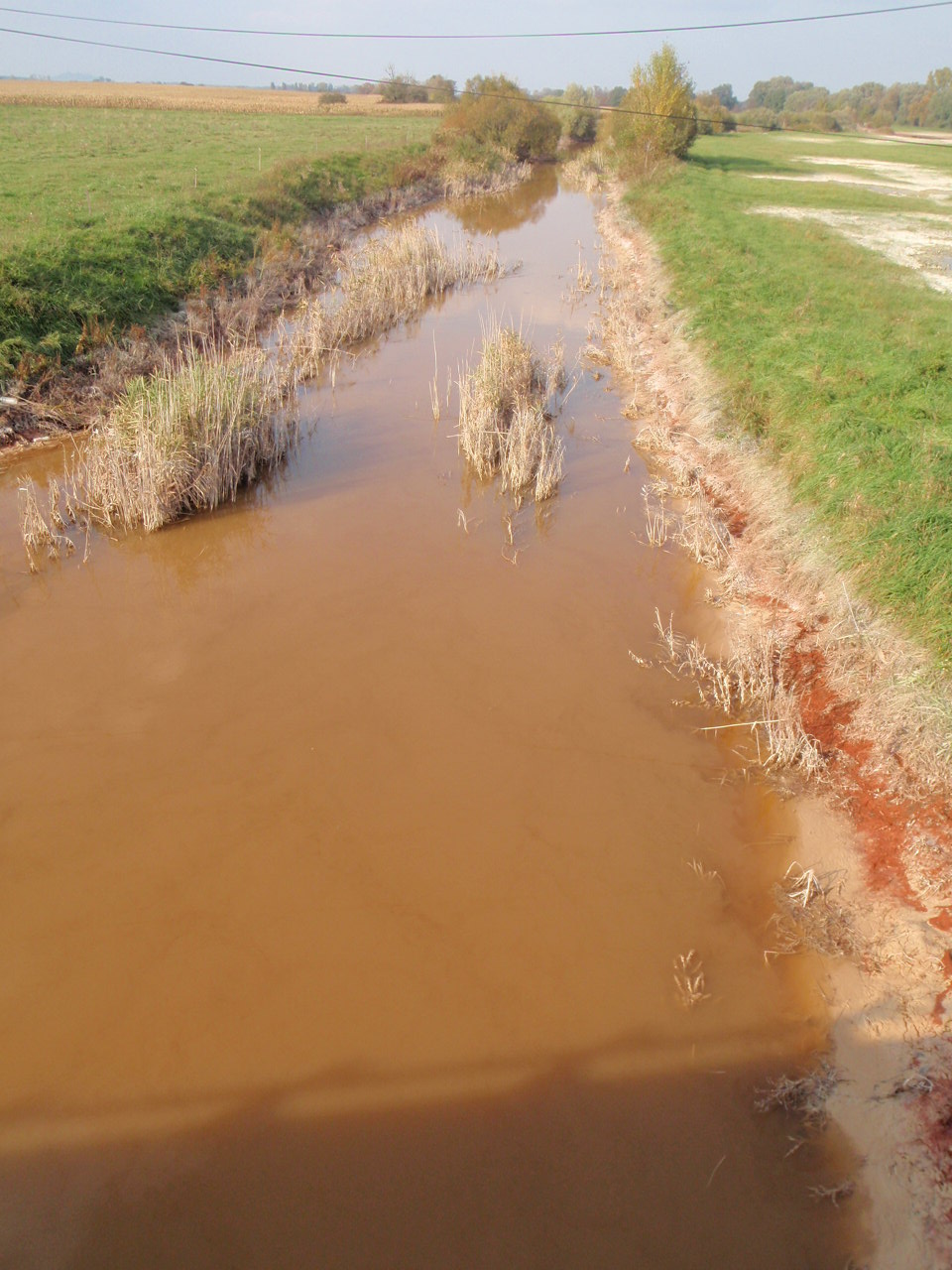
A Marcal a 8-as főút hídjánál, egy héttel a katasztrófa után
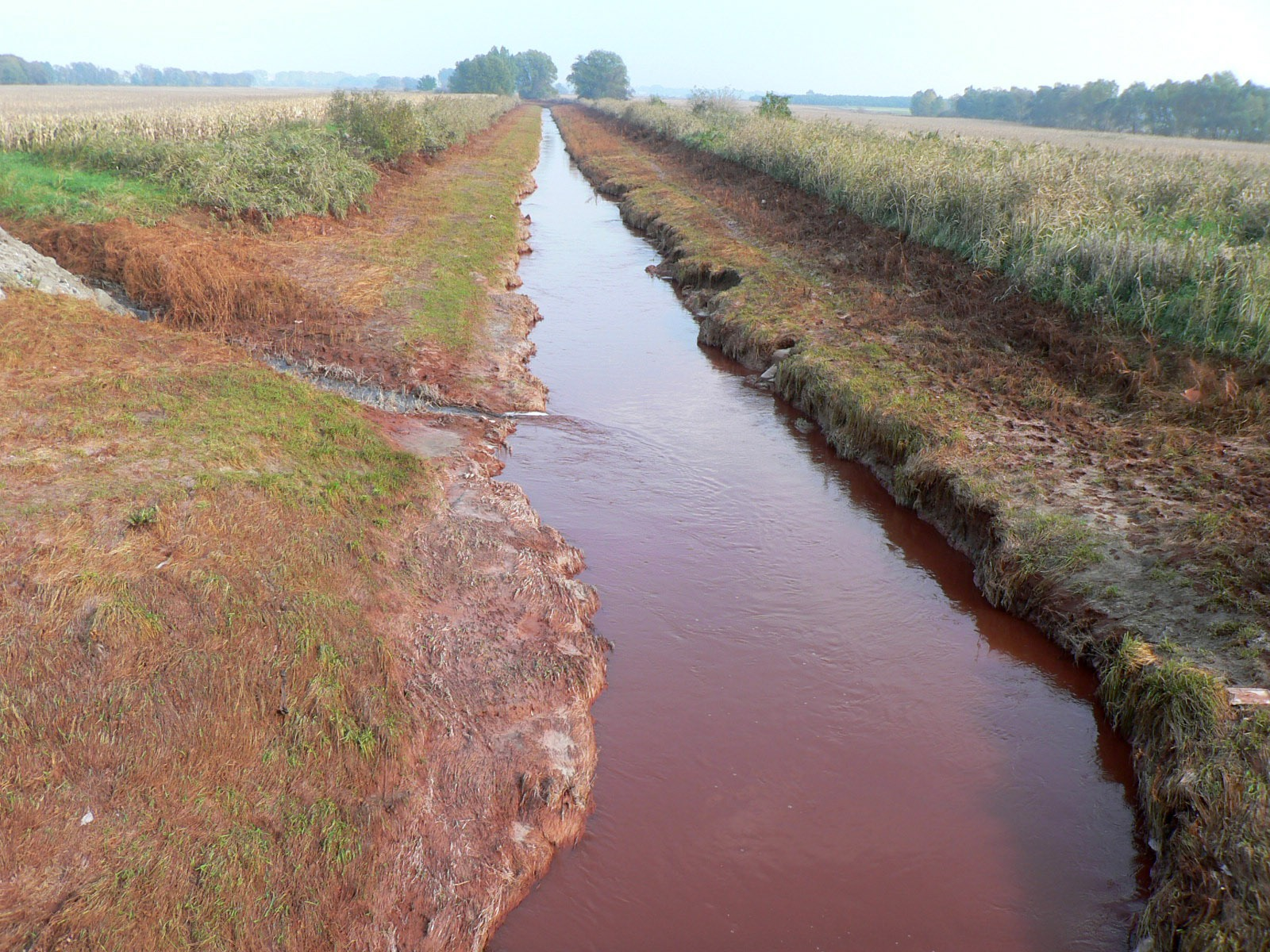
A Torna-patak Somlóvásárhelynél, szintén egy héttel a katasztrófa után
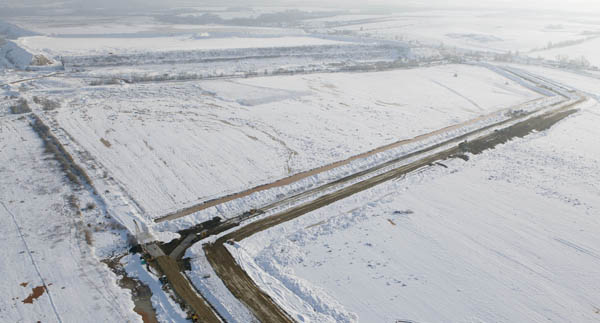
Újjáépítési munkálatok
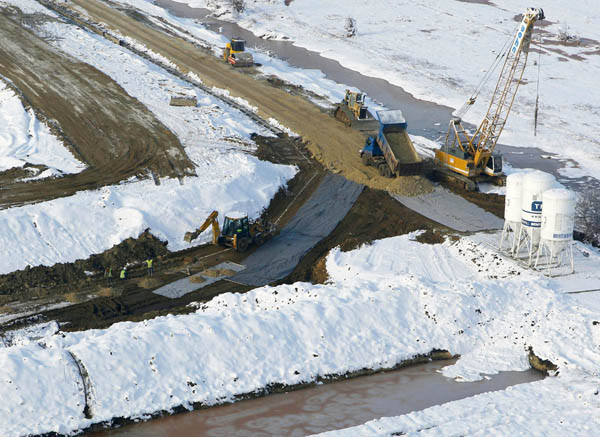
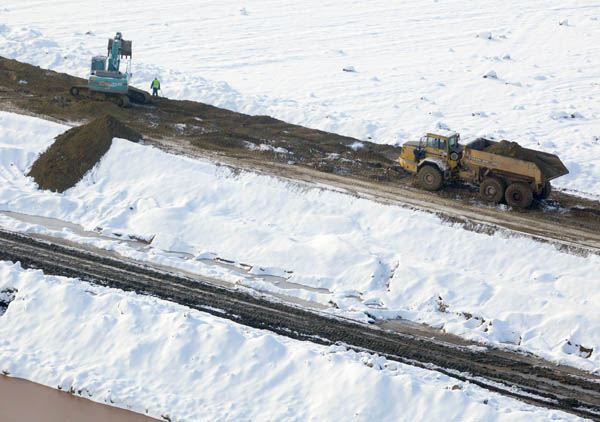
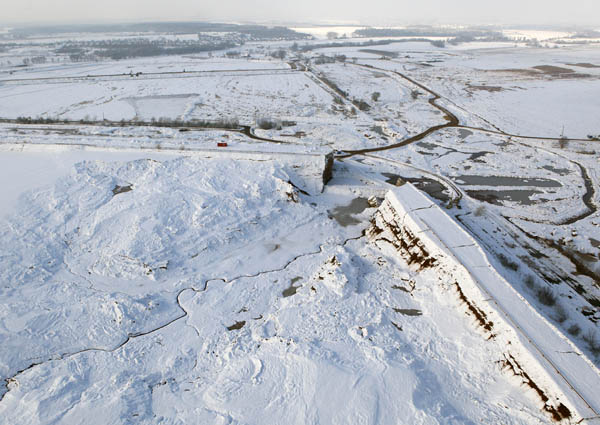

- Vörösiszap zagytározó – Az Ajkai Timföldgyár 10-es zagytározó kazettájának leomlott az északnyugati sarka.
- Torna-patak – A tömény lúg először a Torna-patakba került, amelyben minden élőlény, még a baktériumok is elpusztultak.
- Marcal – A Torna-patak torkolata alatt a Marcal folyó teljes élővilága kipusztult a vörösiszap-szennyeződés rendkívül magas pH-értéke miatt.[26]
- Rába – 2010. október 7-én reggelre a Rábába ömlő szennyes vörösiszap áradat pH-értéke 10 alá csökkent.[27]
- Duna – 2010. október 7-én délután a Mosoni-Dunában Győrnél, a Széchenyi hídnál 9,56-os pH-értéket mértek. Halpusztulás jeleit észlelték a katasztrófavédők a Duna főágán, a Rába torkolatánál.[28] 2010. október 8-án Komáromnál 8,3–8,5-ös pH-értéket mértek.[29]

- Települések
  - Kolontár
  - Devecser
  - Somlóvásárhely
  - Tüskevár
  - Apácatorna
  - Kisberzseny
- Mezőgazdasági művelésbe bevont földterületek

Figeczki Gábor, a WWF Magyarország megbízott igazgatója szerint a vörösiszappal elöntött 800 hektáron legalább 30 évig nem termelhetnek élelmiszert.

## A katasztrófa után

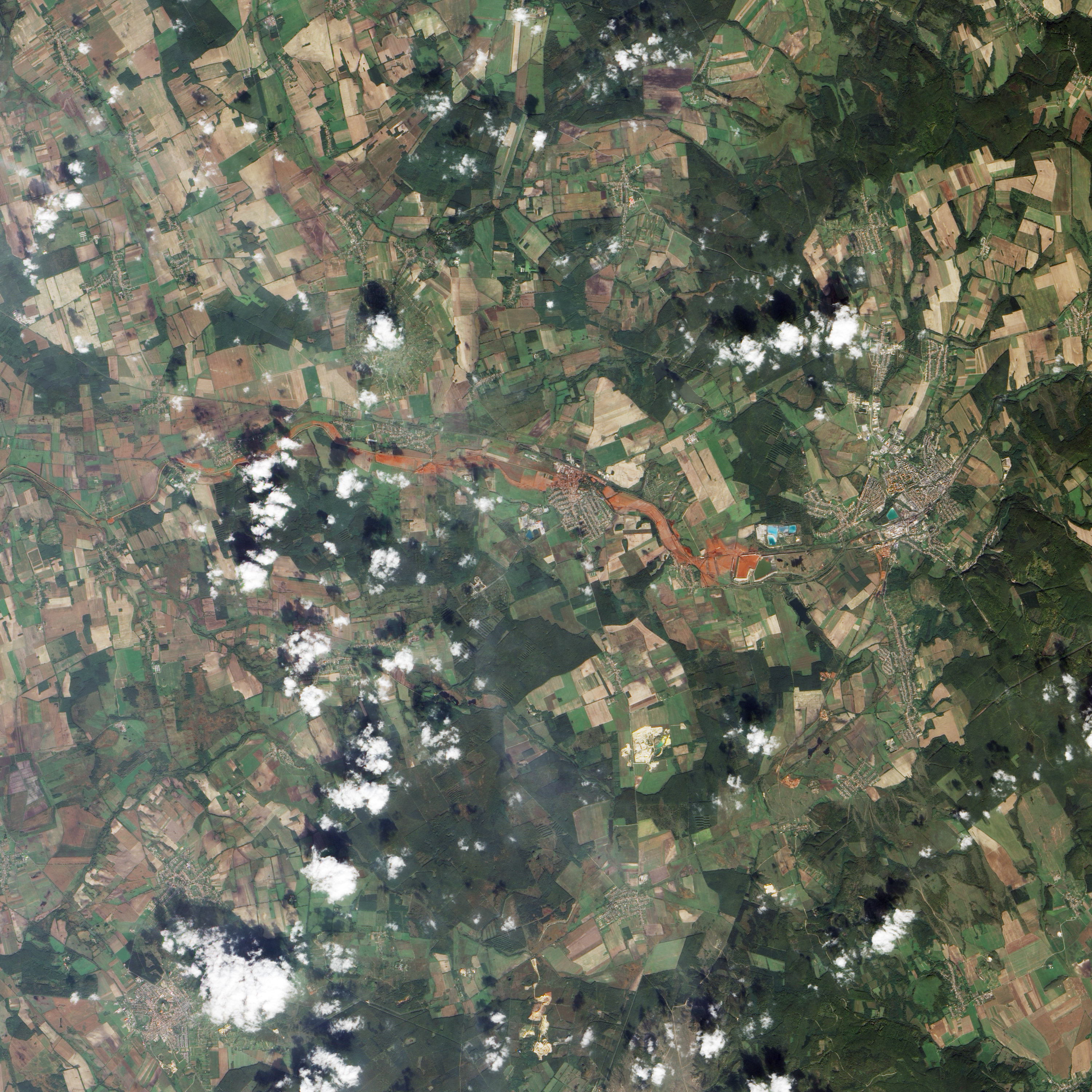
A vörösiszap-szennyeződés műholdfelvételen 5 nappal a katasztrófa után

Hazai és világviszonyban az iparágban eddig még sosem történt ilyen vagy ehhez hasonló méretű vörösiszap katasztrófa. Bár különféle bányák zagytározói már többször öntöttek el lakott területeket, Magyarországon szakadt át először egy timföldgyár tározójának gátja. Az eset nagy visszhangot váltott ki a médiában, a legtöbb vezető offline és online média folyamatosan beszámolt a fejleményekről.
Emellett a politikusok is hangot adtak véleményüknek. Orbán Viktor miniszterelnök október 5-én azt nyilatkozta, hogy emberi mulasztás történhetett, melyet kivizsgálnak: „Nem ismerünk olyan jelet, amely szerint természeti okai lennének a katasztrófának. Élünk a gyanúperrel, hogy itt emberi mulasztásról van szó. Az egész ország tudni szeretné, hogy ez a tragédia kinek a felelőssége.”
Bakonyi Zoltán, a MAL Magyar Alumínium Termelő és Kereskedelmi Zrt. vezetője azt nyilatkozta, hogy: „A vörösiszap nem veszélyes… Az iszapban nincsenek egészségre veszélyes szabad gyökök, ártalmatlan anyagról van szó.” Az igazgató szerint a vörösiszap-tározó gátja az erő szimbóluma volt, és a bekövetkezett esemény ellentmond a fizika törvényeinek. Erre válaszul Pintér Sándor belügyminiszter azt ajánlotta a cégvezetőknek, hogy ha szerintük nem veszélyes az anyag, akkor fürödjenek meg benne. A MAL Zrt. vezetőjének nyilatkozata jelentős és teljesen indokolatlan felháborodást váltott ki.

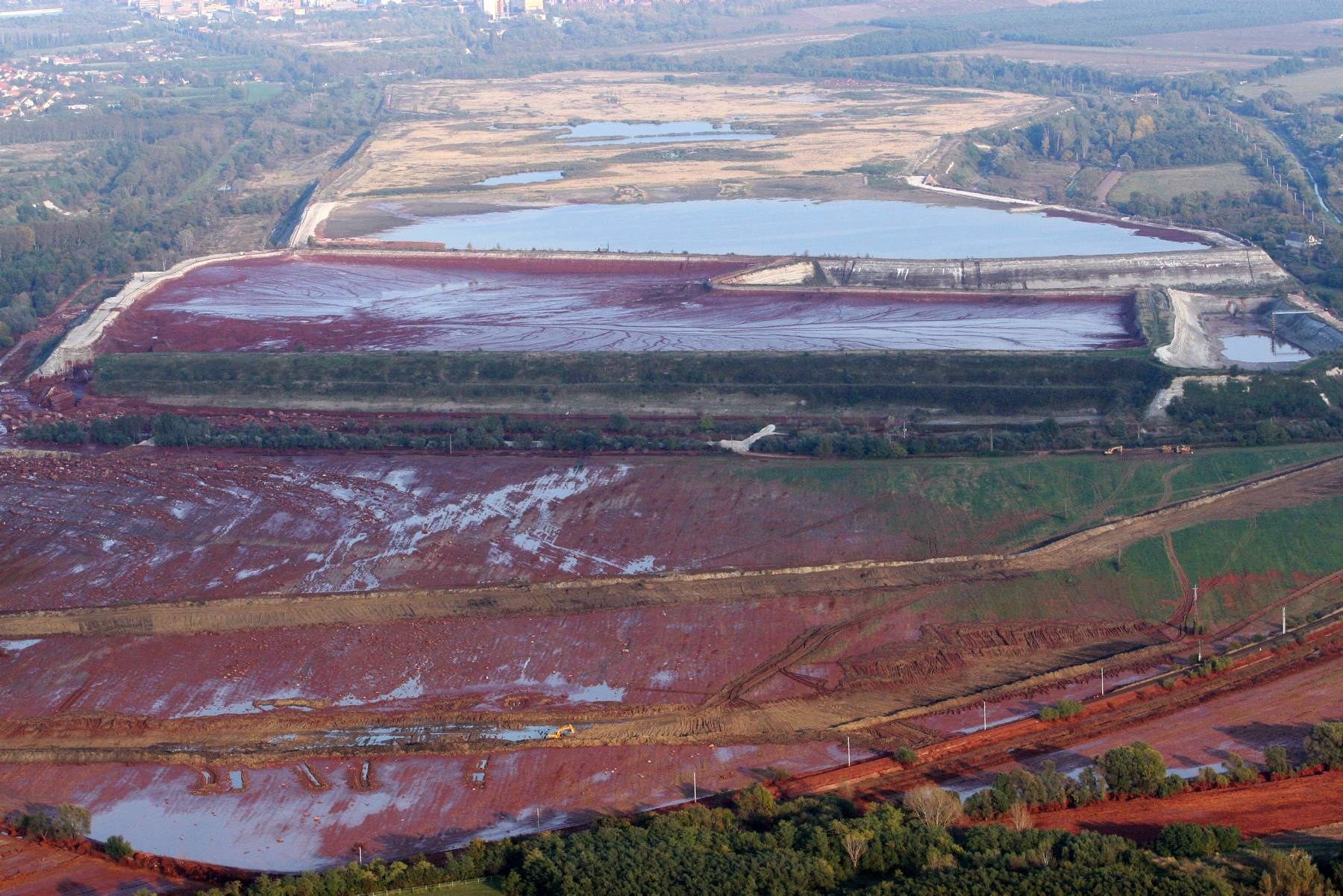
Építik a zagytározó új védőgátjait a vörösiszap ellen Kolontártól keletre 7 nappal a katasztrófa után. A kép alsó részén a katasztrófában megrongálódott Székesfehérvár–Szombathely-vasútvonal látható

A tragédia másnapján a katasztrófavédelem lakossági fórumot szervezett Kolontáron, hogy egyeztessék a lakókkal a további teendőket. A megyei védelmi bizottság elnöke elmondta, hogy gépeket biztosítanak a károk helyreállításához, illetve a MAL Zrt. 100 000 Ft gyorssegélyt juttat a károsultaknak. A helyiek a gyorssegélyre gúnyos nevetéssel válaszoltak, majd elmondták, hogy szerintük ingatlanjaik, ingóságaik tönkrementek. Kétségbe vonták azt is, hogy kármentésként elegendő lenne a talaj felső két centiméterének cseréje; szerintük ezen a területen hosszú ideig nem terem majd semmi, és ingatlanjaikat sem lehet majd eladni.
A Torna patak és a Marcal folyó holt vízzé vált, minden élőlény elpusztult. A szakemberek megpróbálták ecetsavval és gipsszel csökkenteni az extrém erős lúgos kémhatást, de nem sikerült megakadályozni az ökológiai katasztrófát.
2010. október 9-én reggel elrendelték Kolontár teljes evakuálását, mivel a tározó gátjának sérült része összeomlással fenyeget, újabb, mintegy félmillió köbméter iszap kiáramlásával lehetett számolni. A tározóban maradt anyag nagyobb sűrűsége miatt, annak terjedését lassabbnak gondolták. A falu közepén négy-öt méter magas védőgátat építettek, hogy meg tudják védeni az eddig épen maradt házakat egy esetleges újabb gátszakadástól. Körülbelül nyolcszáz embert kora délelőtt buszokkal Ajkára szállítottak és ott közösségi épületekben helyezték el őket mindaddig, amíg a gát erősítését be nem fejezték. Devecser lakosait felszólították, hogy készülődjenek az esetleges kitelepítésre, és ehhez pakolják össze táskába a legszükségesebb dolgaikat.
Hamarosan nem lehetett több vörösiszapot szállítani az eddig kijelölt tározóba, mivel az megtelt. Ezért a szakemberek megkérték a MAL Zrt.-t, hogy jelöljön ki egy újabb területet a szennyezőanyagok tárolására, mert Devecser belterületéről még nem sikerült eltávolítani a kifolyt vörösiszapot és a szennyezett földet.
Az útzárak miatt a devecseri használtcikk-piacon dolgozó emberek megélhetése került veszélybe, mert a katasztrófa óta szinte alig vásároltak a településtől 3 kilométerre található piacon. A kereskedők már a helypénzt sem tudták befizetni, több mint 3 millió forinttal tartoztak.
November 16-án, kedden devecseri magánszemélyek demonstrációt jelentettek be az ajkai rendőrkapitányságon. November 18-án, pénteken félpályás útlezárással tüntettek volna a 8-as főúton, de a rendőrség közölte, hogy nem engedélyezi a tüntetést. A devecseriek a kormány kártérítési intézkedései ellen akartak demonstrálni.

### Adományozás, segítségnyújtás
A Nemzeti Segélyvonal (a T-Mobile hálózatából az 1752-es szám), illetve a Vöröskereszt Segélyvonal (Telenor és a Vodafone hálózatából az 1749-es szám) felhívásával hívásonként 200 Ft-tal lehet támogatni a károsultakat. Emellett az OTP-nél bankszámlát is nyitottak a károsultak megsegítésére.
Csalók éltek vissza a Magyar Vöröskereszt, a Magyar Televízió és a Magyar Rádió nevével, adományokat próbáltak gyűjteni.

#### Október
- A Magyar Labdarúgó-szövetség a 2010. október 8-i Magyarország – San Marino mérkőzés teljes jegybevételét a károsultaknak ajánlotta fel.[47]
- Az MKB Veszprém KC október 9-én a Montpellier elleni Bajnokok Ligája mérkőzése előtt rendezett tombolasorsoláson az összegyűlt pénzből támogatta a devecseri kézilabdázást.[48]
- A kazincbarcikai székhelyű BorsodChem Zrt. százötvenezer liternyi hidrogén-kloridot, azaz sósavat ajándékozott a nátrium-hidroxidot, azaz marónátront tartalmazó vörösiszap lúgos kémhatását közömbösítő kárelhárítóknak, akik az elöntött területeken tevékenykednek.[49]
- Vajna András és Demján Sándor 10-10 millió forintot ajánlott fel a bajbajutottaknak.[50]
- Soros György, magyar származású amerikai befektető a Nyílt Társadalom Alapítványon keresztül egymillió amerikai dollárt adományozott a károsultak megsegítésére.[51] A magyar kormány egy Magyar Kármentő Alapot hozott létre, amelyre az egész világból várják a felajánlásokat. Ennek szervezésében New York állam korábbi kormányzója, a magyar-olasz-ír származású George Pataki is segített.[52] Adományokat gyűjt a Magyar Máltai Szeretetszolgálat és a devecseri római katolikus plébánia is.[53][54]
- Október 13-án a károsultak javára jótékonysági mérkőzést játszott a pápai Perutz Stadionban az Újpest FC és a Ferencvárosi TC öregfiúk-csapata.[55]
- A Győri Audi ETO KC az október 13-i Vác elleni mérkőzésén 500 000 forintot adományozott a katasztrófa áldozatainak és a Devecseri SE kézilabda klubnak, továbbá az október 17-i Podravka Koprivnica elleni bajnokok ligája mérkőzésükön átadtak a Devecseri Kézilabda Klubnak egy, a győriek által aláírt mezt, amit a devecseri klub elárverez. Mindkét meccsen gyűjtőládákat helyeztek el, amikbe a szurkolók helyezhették el adományaikat.[56]
- A Videoton FC október 13-án[57] jótékonysági mérkőzést játszott a Devecseri SE ellen a veszprémi Városi Stadionban, amin 473 ezer forint gyűlt össze,[58] továbbá az október 17-i Paksi FC elleni bajnoki mérkőzésén több, mint másfél millió forintot gyűjtött össze az iszapkatasztrófa-károsultak megsegítésére.[59]
- A székesfehérvári Kodolányi János Főiskola 300 000 forintot juttatott el a vörösiszap károsultjainak a Magyar Kármentő Alapon keresztül.[60]
- Október 24-én Zalalövőn, a Salla Művelődési Központban jótékonysági gálát rendeztek. A rendezvény díszvendége Toldi Tamás, Devecser polgármestere volt.[61]
- Október 26-án a makói Erdei János Sportcsarnokban jótékonysági kézilabdamérkőzést játszott a Pick Szeged és az Orosházi FKSE csapata. A meccset ingyen tekinthették meg a nézők, az épület bejáratánál adományokat gyűjtöttek.[62]
- Az Audi Hungaria Motor Kft. 500 000 €-val (körülbelül 140 000 000 forint) segít a szerencsétlenség áldozatain. "A katasztrófa hatásai az ott élő emberek alapvető létfeltételeit fenyegetik" – mondta Rupert Stadler, az AUDI AG igazgatótanácsának elnöke.[63]
- Október 30-án jótékonysági koncertet tartottak Gárdonyban a Nemzedékek házában. A koncerten fellépett a Fláre Beás együttes.[64]

#### November
- Angelina Jolie és Brad Pitt több millió forinttal támogatta a Magyar Vöröskereszten keresztül a károsultakat.[65]
- November 2-án a székesfehérvári Vörösmarty Színházban gálát rendeztek a katasztrófa károsultjainak.[66]
- November 5-én a magyar Mikulás vendégül látta a devecseri és a kolontári gyerekeket a nagykarácsonyi otthonában.[67]
- Panyola község lakosai pálinkát főztek amit eladtak és a pénzből a károsultakat támogatták.[68]
- Bakonycsernye képviselő testülete 3 önkormányzati épületet ajánlott fel a vörösiszap károsultjainak javára.[69]
- November 11-én Szlovákia 2 lavinamentő gépet küldött Devecserbe, hogy segítsenek a vörösiszappal elöntött földek takarításában. A gépek egy szlovák fejlesztésű, kísérleti vegyszerrel próbálják meg közömbösíteni az iszap lúgos kémhatását.[70]

#### December
- Decemberben Joulupukki, a lappföldi Mikulás ellátogat a katasztrófa sújtott Devecserbe és Kolontárra.[71]
- Az Eötvös Loránd Tudományegyetem Állam- és Jogtudományi Karának Instruktori Köre az oktatókkal összefogva, úgynevezett palacsintaBISZTRÓ-t alakítottak ki december 2-án. A diákok mintegy 1340 palacsintát sütöttek ki, amit az egyetem területén adtak el és a befolyó pénzből a károsultaknak szeretnének segíteni. A bevétel összeszámolását követően felveszik a kapcsolatot az önkormányzattal, hogy mire van a legnagyobb szükségük, majd a településre ellátogatva személyesen szeretnék átadni az összegyűlt adományokat.[72]
- December 3-án a Hajógyári Szigeten jótékonysági rendezvény kerül megrendezésre, a bevétel összegével és a szórakozóhelyek üzemeltetőjének 5 milliós hozzájárulásával segítenek a károsultaknak.[73]
- A Pécsi Tudományegyetem orvostanhallgatói ingyenes Adventi koncertet rendeztek, ahol a nézőközönségtől gyűjtöttek adományokat. Az angol és német program hallgatóinak Karácsonyi délutánján pedig további összeggel gyarapították a vörösiszap-károsultaknak szánt összeget.[74]

### Nemzetközi reakciók
Az Európai Unió részéről elsőként az Európai Parlament elnöke reagált a magyarországi katasztrófa hírére. Jerzy Buzek együttérzését fejezte ki az áldozatok családjai felé és az egyik legsúlyosabb katasztrófának nevezte az eseményeket.
Az Unió kormányának tekintett Európai Bizottság két nappal később már határozott intézkedéseket mutatott be. Közleményében tette közzé, hogy Magyarország aktiválta az EU civil védelmi mechanizmusát, melynek keretében szakértőket kért az Európai Unió más tagállamainak katasztrófavédelmi hatóságaitól.
Az Európai Bizottság elnöke, José Manuel Barroso ezt követően, 2010. október 12-én Pécsre látogatott, ahol Orbán Viktor kormányfővel való találkozásán megerősítette az Unió együttérzését, és felajánlotta további segítségét. A Bizottság elnöke azt is elmondta, hogy később Krisztalina Georgieva, az Unió válságkezelési biztosa is Magyarországra jön, és személyesen is ellátogat majd a katasztrófa sújtotta térségbe.
A magyar katasztrófára hivatkozva Chantal Jouanno, Franciaország gazdaságügyi minisztere október 7-én új utasítást léptetett érvénybe Franciaország egyetlen vörösiszapot tároló létesítménye, a Bouches-du-Rhône megyében fekvő Gardanne bauxitfeldolgozó üzem ellenőrzésére.
A cseh tűzoltóság rendkívüli ellenőrzésről döntött a csehországi vegyi üzemekben, illetve más, veszélyesnek minősített iparvállatoknál.
Ukrajnában a rendkívüli helyzetek minisztériuma soron kívüli ellenőrzésről döntött, amely a mikolajivi timföldgyárat és a zaporizzsjai alumíniumkombinátot érinti. Az ellenőrzés célja a magyarországihoz hasonló katasztrófa megelőzése.

### Politikai reakciók
Székely Tamás, a magyar vegyipari szakszervezet, a VDSZ elnöke azt követelte, hogy egy kormánybiztos irányításával haladéktalanul indítsák újra az ajkai timföldgyárat. A 10 000 ember megélhetését biztosító gyár leállítása, humán katasztrófát idézhet elő a térségben. Ajka polgármestere levélben kérte Orbán Viktort, engedélyezze az 1100 főt foglalkoztató gyár újraindítását. Schwartz Béla (MSZP) elmondta, hogy Ajka 14 000 munkahelyéből sok kapcsolódik valamilyen formában a gyárhoz, a város távfűtését pedig a Bakonyi Erőmű biztosítja. A MAL Zrt. évi 300 millió forintos adófizetése Ajka adóbevételének 25%-a.
Orbán Viktor október 11-én napirend előtti felszólalásában bejelentette, hogy őrizetbe vették a Mal Zrt. vezérigazgatóját, a vállalatot pedig állami irányítás alá vonják. Bakondi György katasztrófavédelmi biztosként átvette a MAL Zrt. vezetését. Az országgyűlés rekord tempóban, október 11-én fogadta el a sajtóban lex MAL-nak becézett törvényt, amely – a honvédelmi törvény módosításaként – lehetővé teszi, hogy katasztrófahelyzetekben az állam átvehesse a magáncégek irányítását; az első ilyen a MAL Zrt.

### A kárelhárítás

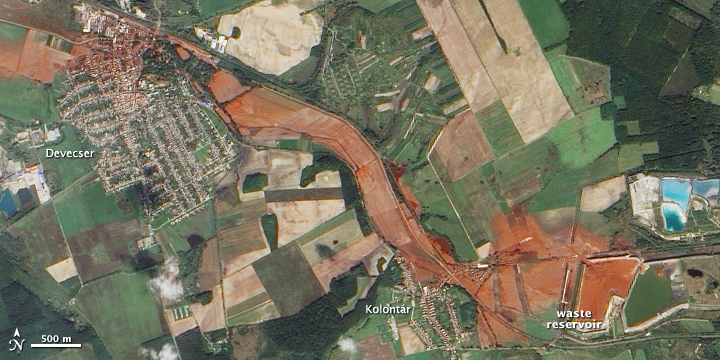
Devecser és Kolontár térsége az ajkai vörösiszap zagytározó gátszakadása után

A Vidékfejlesztési Minisztérium Vízkárelhárítási Főosztálya a vörösiszap ár hatásterületének légi feltérképezésével bízta meg az Interspect kutatócsoportot, akiket a változások felmérésével a Greenpeace is megbízott, így Kolontártól Esztergomig nagyrészletességű (6 cm és 20 cm részletességű, 1:720, 1:1200 méretarányú) állományok rögzítik a terület állapotát. Az Országos Katasztrófavédelmi Főigazgatóság az ajkai zagytározó gátszakadásával kapcsolatos károk hiperspektrális légi felmérésével a Károly Róbert Főiskola szakértőit bízta meg, akik a szennyező anyagok koncentrációját multiszenzoros távérzékelési technikákkal pontosan meg tudják határozni. A technológiával pontosan kimutatható, hogy a vörösiszappal borított területen hol kell tiltott zónát kijelölni, hol kell a talaj felszínét cserélni, és mely területeken elegendő a talajjavítás.
2010. október 7-én Orbán Viktor miniszterelnök a területen az alábbiakat nyilatkozta: „Valószínűleg kell nyitni egy új telepet itt a faluban, egy új területet meg kell nyitni, ezt pedig valószínűleg be kell keríteni örök mementónak”. Ennek alapján elképzelhető, hogy a kolontári részeket újjáépítés és méregtelenítés helyett tiltott zónává alakítják.
Szintén e napon légtérzárat rendelt el a HungaroControl Devecser és Kolontár felett. A Magyar Honvédség egy Mi–24 típusú harci helikoptere elfogott és kivezetett egy Ausztria irányából belépett helikoptert, amely engedély nélkül érkezett az ország légterébe, és valószínűleg felvételeket akart készíteni a Veszprém megyei környezeti katasztrófáról. Ugyancsak ekkor egy másik, szintén Ausztria felől érkező merevszárnyas repülőgép is berepült az ország területe fölé, szintén az érintett terület felé tartva. A gép először kényszerleszállást imitált magyar terület fölött, de aztán alacsonyan repülve távozott az osztrák határ felé. A Magyar Légierő egyik MiG–29-ese a közelben tartózkodott, figyelve az eseményeket.
Október 7-én Magyarország az Európai Uniótól 3–5 olyan szakembert kért, akik mérgező iszap kezelésével és ártalmatlanná tételével kapcsolatosan jelentős helyszíni tapasztalatokkal rendelkeznek. Három szakértő október 11-én érkezett Magyarországra.

### Bírósági eljárások
2010. november 30-án, kedden megkezdődött az első kártérítési per a vörösiszap-katasztrófa miatt a MAL Zrt. ellen. Konkoly József devecseri lakos ügyvédje, Hidasi Gábor arra kérte a bíróságot, hogy ítéljenek meg 19 millió 327 ezer forint vagyoni és nem vagyoni kártérítést a felperesnek.
A MAL Zrt. ügyvédje, Ruttner György szerint a katasztrófát a szélsőséges időjárási körülmények okozták. Hidasi Gábor szerint pedig a kártérítés jogalapját olyan közismert tények képezik, amelyeket nem is kell bizonyítaniuk.
Bakonyi Zoltán 10 ingatlanját vette zár alá a bírósági végrehajtó.
A Magyar Nemzet 2010. december 3-i értesülése szerint el akarta árverezni az ingatlanokat a bírósági végrehajtó, de ez csak akkor történhetne meg, ha jogerős ítélet születne Bakonyi Zoltán ellen.
A MÁV Zrt. májusban 384 millió forintos kártérítést követelt a MAL Zrt.-től, mivel a kiömlött vörösiszap miatt megrongálódtak a vasúti sínpárok, a berendezések és a vezetékek Ajka és Devecser között, körülbelül 1,5 kilométeren. Az Ajka-Devecser szakasz helyreállítása október 20-ig tartott, a vonatközlekedés pedig november 5-én indult meg a vonalon.
A vörösiszap-katasztrófa negyedik gyanúsítottjaként, 2010 decemberében az október 4-én dolgozó diszpécsert hallgatták ki. A gyanú szerint a diszpécser a katasztrófa éjjelén elmulasztotta értesíteni a hatóságokat a katasztrófáról. A büntetőper 2013. március 18-i tárgyalásán a tanúként meghallgatott diszpécserek egybehangzóan állították, hogy a diszpécser legfontosabb feladata az ajkai timföldgyár leállítása egy esetleges veszélyhelyzetben, ami órákat vehet igénybe.
A Közép-Dunántúli Környezetvédelmi, Természetvédelmi és Vízügyi Felügyelőség 2011 szeptemberében 135,140 milliárd forint hulladékgazdálkodási bírságot szabott ki a Magyar Alumínium Termelő és Kereskedelmi Zrt.-re. Szerepet játszott a büntetés kiszabásakor, hogy Magyarországon eddig, ilyen méretékű és kiterjedésű környezeti kárra még nem volt példa.

### Per
2012 januárjában a Veszprémi Törvényszéken
- halált előidéző gondatlan közveszélyokozás vétsége,
- különösen nagy vagyoni hátrányt okozó közveszélyokozás bűntette,
- gondatlanságból elkövetett környezetkárosítás és természetkárosítás vétsége, továbbá
- hulladékgazdálkodás rendje megsértésének bűntette

miatt 15 emberrel szemben emeltek vádat. A vádlottak között van a MAL Zrt. vezérigazgatója, a műszaki és a kereskedelmi igazgató, az üzemvezető, a környezetvédelmi felelős és a diszpécser. A per 2012. szeptember 24-én kezdődött el a Veszprémi Törvényszéken. Az első bírósági tárgyalássorozat szeptember 28-ig tartott. A beidézni kívánt sértettek száma 232, a tanúké 125, a károsultaké 503.
Szabó Gyöngyi tanácsvezető bíró bejelentése szerint a 15 vádlott közötti érdekellentét miatt, mind a 15 vádlottat más ügyvéd fogja képviselni.
A vörösiszap-per tárgyalásának első napján (2012. szeptember 24.) a Veszprémi Törvényszéken Fejes Péter ügyész több mint három órán keresztül olvasta fel a 91 oldalas vádiratot. A vádirat szerint az egy órával a gátszakadás előtt katasztrófahelyzetet jelző adatokat mutattak a MAL mérőműszerei, de a cégnek nem volt olyan monitoringrendszere, ami automatikusan vészjelzést adott volna le a diszpécserek számítógépére. Ezért nem is figyelmeztették a környező falvak lakóit. Érdekesség, hogy a tárgyalás napján is megjelent az összeesküvés-elméletek egyike. A tárgyalás kezdete után egy órával megjelent egy férfi a társával, aki azt állította, hogy ő is sértett az ügyben, de nem kapott beidézést. A biztonsági őrök nem engedték be a tárgyalásra, ezért bement a sajtószobába és kiterített egy térképet az asztalra. A térképen filctollal húzott vonalak voltak, melyek mentét körök jelöltek területeket. A férfi állítása szerint a körök ősi Kárpát-medencei civilizáció kommunikációs vonalának pontjai. Elmondta, hogy ezek egyike Kolontár, aminek altemploma ellen ez a sokadik merénylet volt, ő már hetekkel ezelőtt tudta, hogy el fogják követni. A férfi az összeesküvés-elmélete mellett az alábbival indokolta: Kálvária → Kálontár → Kolontár.
A szeptember 25-én a szivattyúkezelőt és felettesét hallgatták meg a tárgyaláson, mindkettejük tagadta bűnösségét. A szivattyúkezelő bevallása szerint „a legjobb tudásom szerint mindent megtettem, elvégeztem, amit meg lehetett tenni, nem vagyok bűnös”.
Az október 16-i tárgyaláson Bakonyi Zoltán, a MAL vezérigazgatója vallomásában tagadta bűnösségét. A számítógépes prezentációval egybekötött vallomása során azt is hangsúlyozta, hogy a gyanúsítások és a vádak nagy részét akár már a nyomozati szakaszban cáfolni lehetett volna, ha arra adnak lehetőséget.
2013 februárjában a MAL jogerősen kártérítési pert vesztett, ezért elrendelték a cég felszámolását. 2013. február 17-én a Veszprémi Törvényszék elrendelte a MAL felszámolását és ez év áprilisában megalakult az állami tulajdonú MAL. A MAL egyedüli részvényese a Magyar Nemzeti Vagyonkezelő Zrt. lett. Az állami tulajdonba került cég beszállítói, tárgyalásokba kezdtek a Nemzeti Fejlesztési Minisztériummal, a helyi önkormányzattal és az adóhatósággal a munkahelyek megmentése érdekében és az adókötelezettségeik teljesítésével kapcsolatban (esetleges csökkentéséről vagy átütemezéséről).
A 2016. január 28-án lezárult első fokú perben a Veszprémi Törvényszék mind a 15 vádlottat felmentette minden vádpont alól, így halált okozó gondatlan közveszélyokozás vétsége, gondatlanságból elkövetett környezet- és természetkárosítás, vagy a hulladékgazdálkodás rendjének megsértése alól is. Az ítélet indoklása szerint a katasztrófát a kilencvenes években elkövetett tervezési hibák okozták, és nem a 2010-ben a MAL-nál foglalkoztatott dolgozók gondatlansága. A bíró az ítélet indoklásában azt mondta, hogy a közveszély bekövetkezésének időpontja nem 2010. október 4., hanem a 90-es években volt, amikor a vörösiszap tározó kazetta használatba került. Az ügyészség fellebbezett.
2018. február 4-én a Győri Törvényszék megismételt elsőfokú eljárásban ítéletet hirdetett, és a per fő vádlottjait letöltendő börtönbüntetésre ítélte.

## A katasztrófa okai
A gátszakadás előtt két héttel a vízügyi hatóság ellenőrizte az iszaptározót, de semmilyen rendellenességet nem talált. A MAL Zrt. szerint a tározó sarka az agyagos talapzaton megcsúszott, ezért szakadt át a gát; valamint hogy a kiömlött anyagtól nem kell félni. Illés Zoltán környezetvédelmi államtitkár szerint viszont gyanítható, hogy a tározóban a megengedettnél sokkal több iszapot tároltak, illetve a cellákat sem szakszerűen illesztették.
Az Űrvilág.hu november 15-én közölt cikke szerint a kolontári vörösiszap-tározó gátja évek óta mozgott, ami az átszakadásához vezethetett.

### Az okok kivizsgálása és a felelősség megállapítása
Az országos rendőrfőkapitány döntése szerint a Nemzeti Nyomozó Iroda (NNI) vette át a kolontári tragédia miatt indított nyomozást. Hatala József az ügy kiemelt súlyára és összetettségére tekintettel, halált okozó, foglalkozás körében elkövetett gondatlan veszélyeztetés gyanúja miatt rendelt el nyomozást, amelyet október 7-én halálos tömegszerencsétlenséget okozó, foglalkozás körében elkövetett veszélyeztetésre minősítették át. A károsultak perközösséget alakítottak.
2010. október 11-én a rendőrség őrizetbe vette Bakonyi Zoltánt, a MAL Zrt. vezérigazgatóját, akit gyanúsítottként hallgattak ki. Október 13-án a vezérigazgatót szabadlábra helyezték, mert a bíróság szerint bűncselekmény alapos gyanúja nem áll fenn, illetve nem kell tartani a gyanúsított szökésétől, bizonyítékok megsemmisítésétől. A megyei főügyészség a döntés ellen – eredmény nélkül – fellebbezett.
2011 októberéig 15 gyanúsítottat hallgatott ki a Nemzeti Nyomozó Iroda, a vádemelésekre előreláthatólag 2011 végén kerül sor. A vádat a Veszprém Megyei Főügyészség képviseli majd, a gyanúsítottak ügyvédje előreláthatólag Dr. Bánáti János sztárügyvéd lesz.
A vörösiszapot jelenleg száraz technológiával tárolják, ami viszont állandó porszennyeződéssel jár. A vizes technológia megakadályozza a porképződést.

## Nyilatkozatok, mérések, rémhírek és cáfolataik
A Levegő Munkacsoport arra hívta fel a figyelmet, hogy a Duna mentén, Almásfüzitő és Neszmély környékén is van még hasonló vörösiszap-tározó, és szerintük némelyik politikai nyomásra kapta meg az építési engedélyt.

### „Látszottak rajta repedések”
Valószínűleg a Napi Ász nevű bulvárportál terjesztette el azt a hírt, hogy műholdfelvételeken már korábban is látszottak repedések a gáton. A híresztelés, amit gyorsan átvett a Greenpeace magyarországi szervezete is, kacsának bizonyult: a műholdkép felbontása nem elég nagy ehhez, ráadásul az újságírók az építmény délnyugati sarkára hivatkoztak az északnyugati helyett, ahol a gát valójában átszakadt. Ezután a Greenpeace helyesbítette álláspontját.

### „Az iszap radioaktív”
Egy nyilatkozatot félreértelmező bulvárújság cikke után elterjedt az a rémhír, a kiszáradó, a levegőben porként szálló iszap radioaktivitása későbbiekben veszélyes lehet.[100]. Valójában a Tatai Környezetvédelmi Zrt. környezetvédelmi igazgatója azt nyilatkozta a lapnak, hogy a vörösiszapnak is van radioaktivitása, ami ugyan kis mértékben magasabb, mint a környezeté, de messze elmarad az egészségügyi határértéktől. A cikkben szó esik arról is, hogy a vörösiszapban lévő radioaktív anyagok feldúsulhatnak. Ez is téves állítás, amelyet valószínűleg egy, a Földrajzi Értesítőben 2004-ben megjelent korábbi tanulmányból emelt át a bulvárlap.
Az ÁNTSZ bejelentette, hogy a korábban felröppent állításokkal szemben[101] a katasztrófa következtében akut sugár-egészségügyi ártalom nem volt: méréseik során csak esetenként tapasztaltak a helyszíni normális háttérsugárzásnál – 80-100 nSv/h (nanosievert/óra) – magasabb értéket (160-250 nSv/h). Az Országos Katasztrófavédelmi Főigazgatóság (OKF) információi szerint Magyarországon a természetes háttérsugárzás 60-160 nSv/h között ingadozik.[102]

### „Az iszap mérgező nehézfémeket tartalmaz”
„Mára kiderült, hogy a tárolókban nem csupán vörösiszap volt, hanem az ajkai ólomkristálygyár savas maradékát is oda hordták. Lehetőleg minél hamarabb ki kell deríteni, hogy milyen anyagok vannak ebben az egyvelegben.”

– Padisák Judit, a Pannon Egyetem Mérnöki Kara Környezettudományi Intézetének igazgatója

A nyilatkozót érzékelhetően nem zavarta az a tény, hogy az áldozatok zömmel a lúgmarásba haltak bele, a „savas maradék” pedig éppen a lúg közömbösítésében segíthetett volna.

„A Magyar Tudományos Akadémia szakértői csoportja a vörösiszap-katasztrófa helyszínén, Devecser és Kolontár térségében végzett vizsgálatokat követően az alábbi tájékoztató jellegű információkat teszi közzé. A vörösiszap a nátronlúg-tartalom miatt veszélyes anyagnak minősíthető, az azzal való érintkezés fokozott odafigyelést igényel. Bőrrel való érintkezés vagy szembe kerülés esetén bő vizes lemosással védekezhetnek a káros hatások ellen.”

A vörösiszap desztillált vízzel kioldható nehézfémtartalma nem közelíti meg az egészségügyi határértéket; ólomtartalma kevesebb mint a normál talajoké. A kizárólag pánikkeltésre alkalmas és szakmailag téves információk ellenében a kutatók siettek megnyugtatni a lakosságot, hogy radioaktív sugárzásveszélynek nincsenek kitéve. A vörösiszap radioaktív sugárzása messze az egészségügyi határérték alatt van. A Magyar Tudományos Akadémia honlapján külön tájékoztatót tett közzé.
A kitörés helyszínének közeléből és a távolabb eső helyekről vett mintákon az MTA kutatói elvégezték azokat a méréseket, amelyek eredményeiről haladéktalanul tájékoztatták a hatóságokat és a közvéleményt.
A Greenpeace magyarországi szervezete két laboratóriumban is megvizsgáltatta Kolontáron vett mintáit. Szegfalvi Zsolt, a szervezet magyarországi igazgatója a sajtótájékoztatóján jelentette be, hogy a mintákban „magas” az arzén (110 mg/kg), a higany (1,3 mg/kg) és a króm (660 mg/kg) koncentrációja. A többi elemről nem mondott semmit, az eredményeket értelmezve összekeverte a talaj és az ipari hulladék, a szennyezettségi és az egészségügyi határérték, valamint az ivóvíz és az ipari víz fogalmait. A mérések eredményei nagyjából megegyeztek az MTA mérési eredményeivel, melyek szerint a minták tartalmaznak toxikus anyagokat, de a határértékeknél kisebb mennyiségben.

### „A hulladék már nem szemét, hanem érték!”
„A gazdasági fejlődés alapját képező, stratégiai nyersanyagoknak csak elenyésző töredéke lelhető fel Európában. Az EU import-függősége csak úgy csökkenthető, ha az ipari melléktermékeket és hulladékokat újrahasznosíthatjuk és azt alapanyagként felhasználjuk.”

– Tabajdi Csaba

A vörösiszap-katasztrófa kapcsán merült fel az a probléma, hogy hiába létezik technológia a fémek és a félfémek kinyerésére az iszapból, ha nem alkalmazható gazdaságosan és ha nincs aki vállalkozzon az újrahasznosításukra. Tabajdi Csaba európai parlamenti képviselő a vörösiszap-katasztrófa kapcsán számos alkalommal hangsúlyozta, hogy elsősorban az ipar szereplőit kell érdekelté tenni a hulladék-újrahasznosításban.

## Elképzelhető-e a merénylet?
Kepli Lajos, a Jobbik Magyarországért Mozgalom képviselője, a katasztrófát vizsgáló bizottság elnöke, 2011. szeptember 9-én egy szakértői véleményre hivatkozva felvetette annak lehetőségét, hogy a vörösiszap-tárolót szándékosan, nyilván robbantás útján megrongálták. A Kepli által felhozott szakértői vélemény egy anyagszerkezet-fizikustól származik, aki szintén részt vesz a bizottság munkájában. A vélemény szerint ütés kellett, hogy a gátfal északi falából egy darab kiszakadjon. Ezt pedig nem okozhatta a nagy mennyiségű lúg hullámzása. Kepli nem kívánt semmilyen feltételezésbe menni, hogy ez a merénylettel egyenértékű, halálos áldozatokkal járó és maradandó környezeti károsodást okozó gátszakadás előidézése kinek állhatott érdekében. Utalt arra, hogy vannak érdekes körülmények, mint az, hogy a tározók teljesen megteltek és nem utalt semmi arra, hogy a cég új tározót szándékozik építeni. Kepli a Nemzeti Nyomozó Iroda illetékeseivel kíván konzultálni, hogy állítása megerősítést, avagy cáfolatot nyerjen.
A 2016. január 28-i ítélethirdetés során a képviselőt a bíró figyelmeztetés után rendbontás miatt kivezettette a teremből.

## Hatása
A vörösiszap-katasztrófa hatására Somlóvásárhely, Devecser és Kolontár lakossága 2010-hez képest 2011-re jelentősen csökkent. Az érintett településeken 2011-re megnőtt a magas vérnyomással, az immunrendszeri és viselkedészavaros megbetegedések száma. A vörösiszap-katasztrófát követő mentési munkálatokból levont következtetéseket a jövő katasztrófáiban hasznosításra kerülnek, mint például a 2013-as árvízhelyzet kezeléséhez is hasznosítva lettek az információk.

## Érdekességek
- A 29. Magyar Sajtófotó Pályázatot egy vörösiszap-katasztrófáról készült fénykép nyerte meg, melyet Huszti István, az Index fotósa készített.[142]

## Galéria

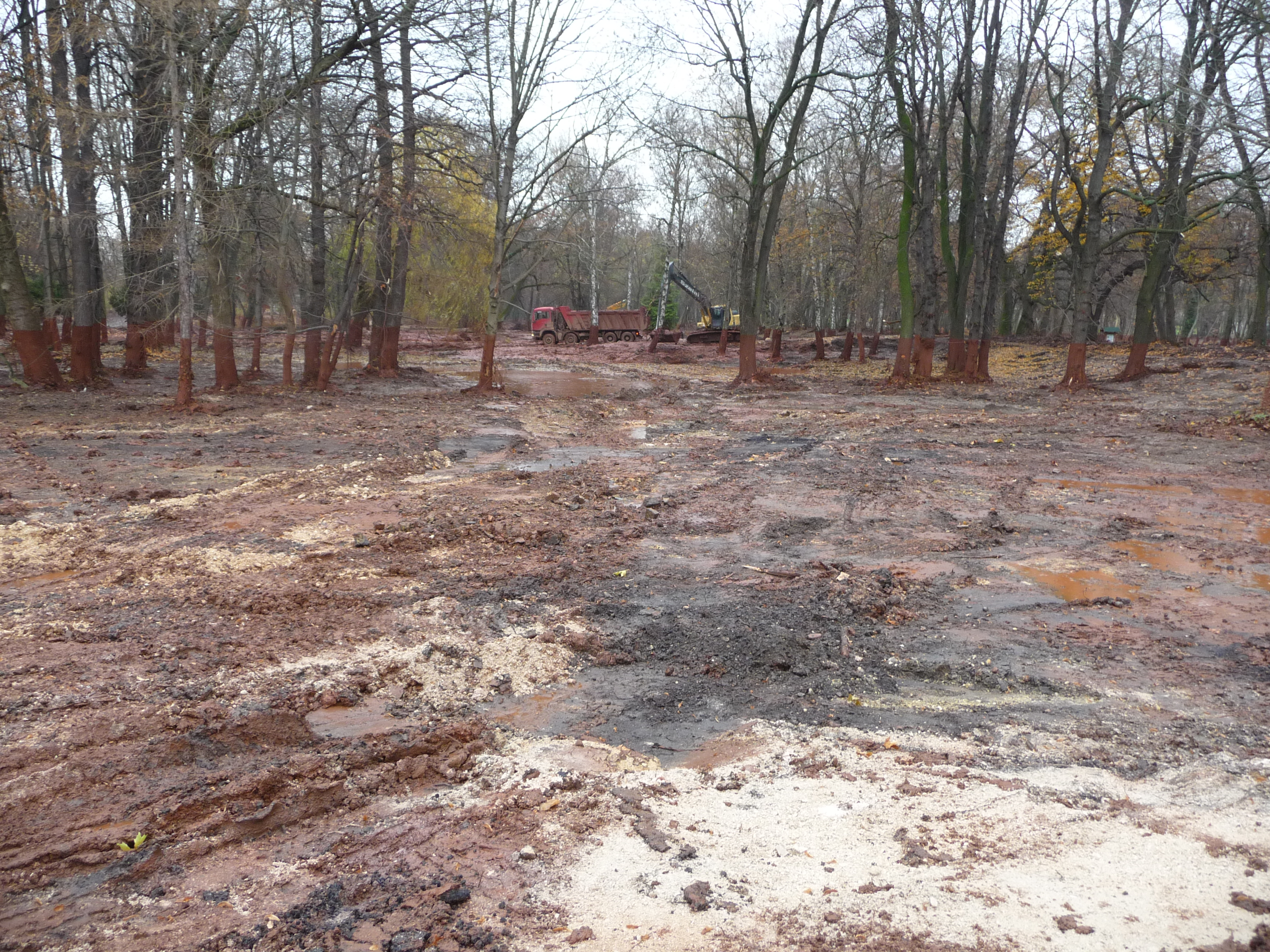
Devecser, a Kastélypark természetvédelmi terület kármentesítése
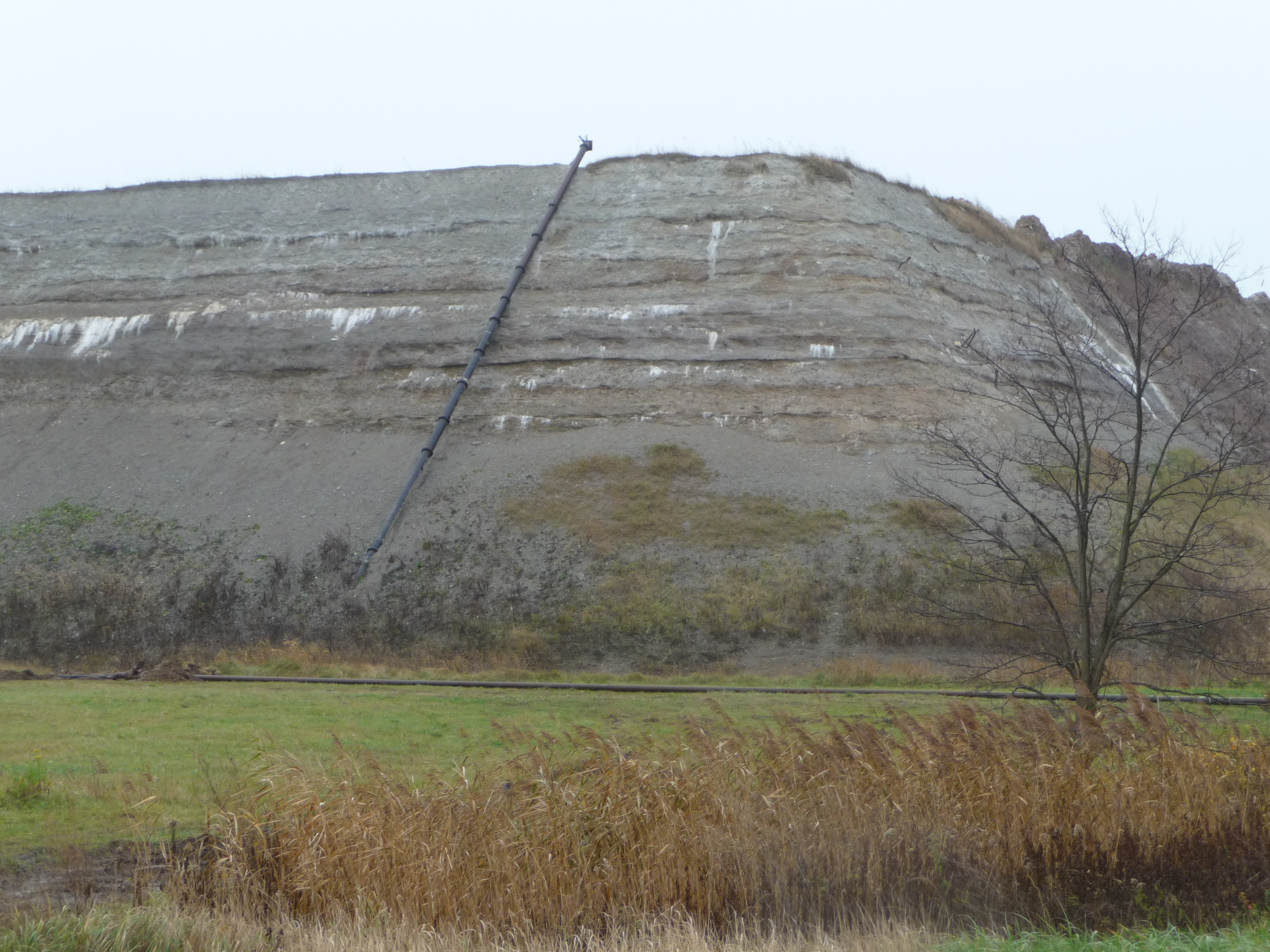
A 9. kazetta délnyugati sarka
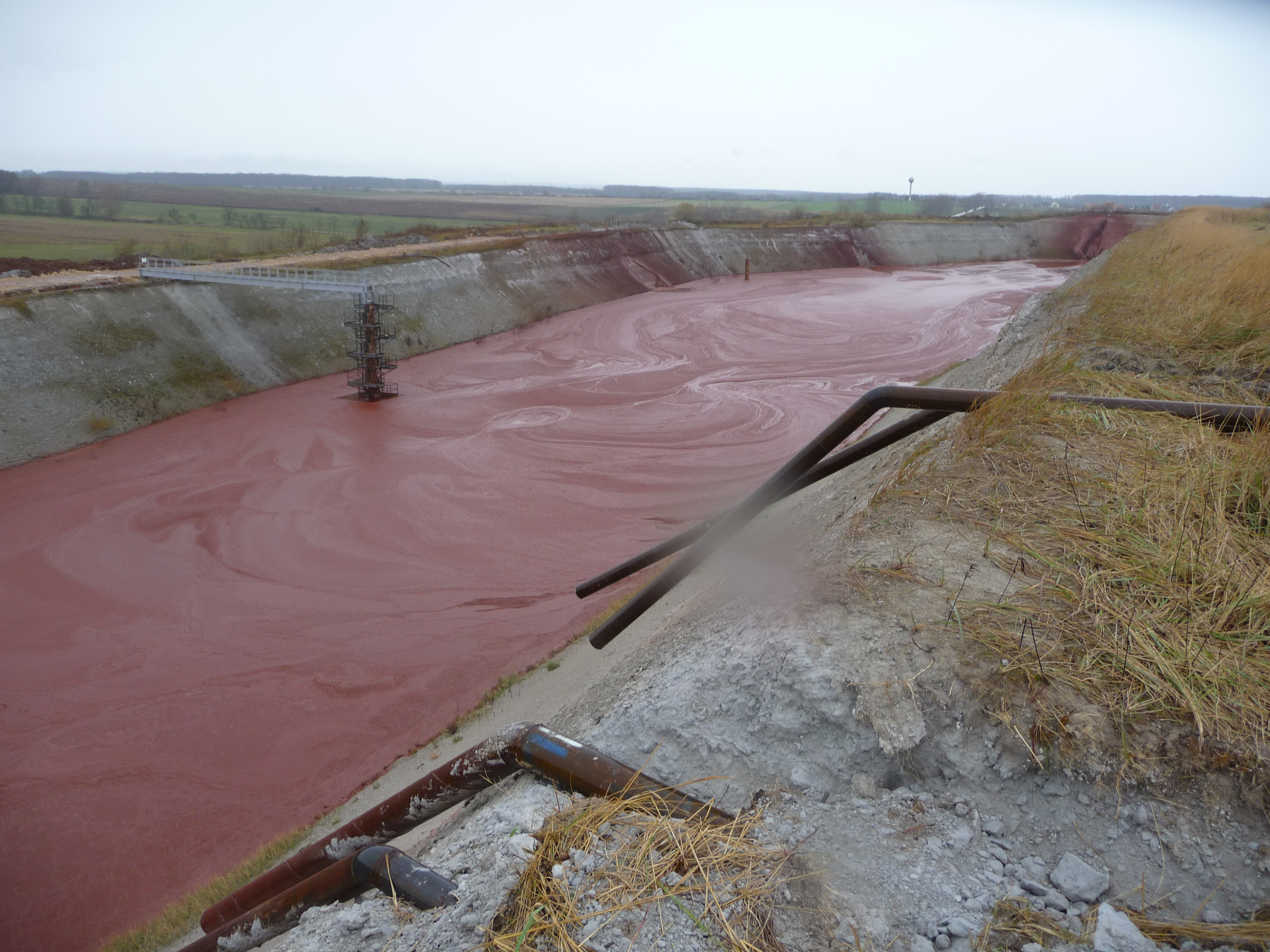
A 10/a kazetta fölülnézetben, délkeletről
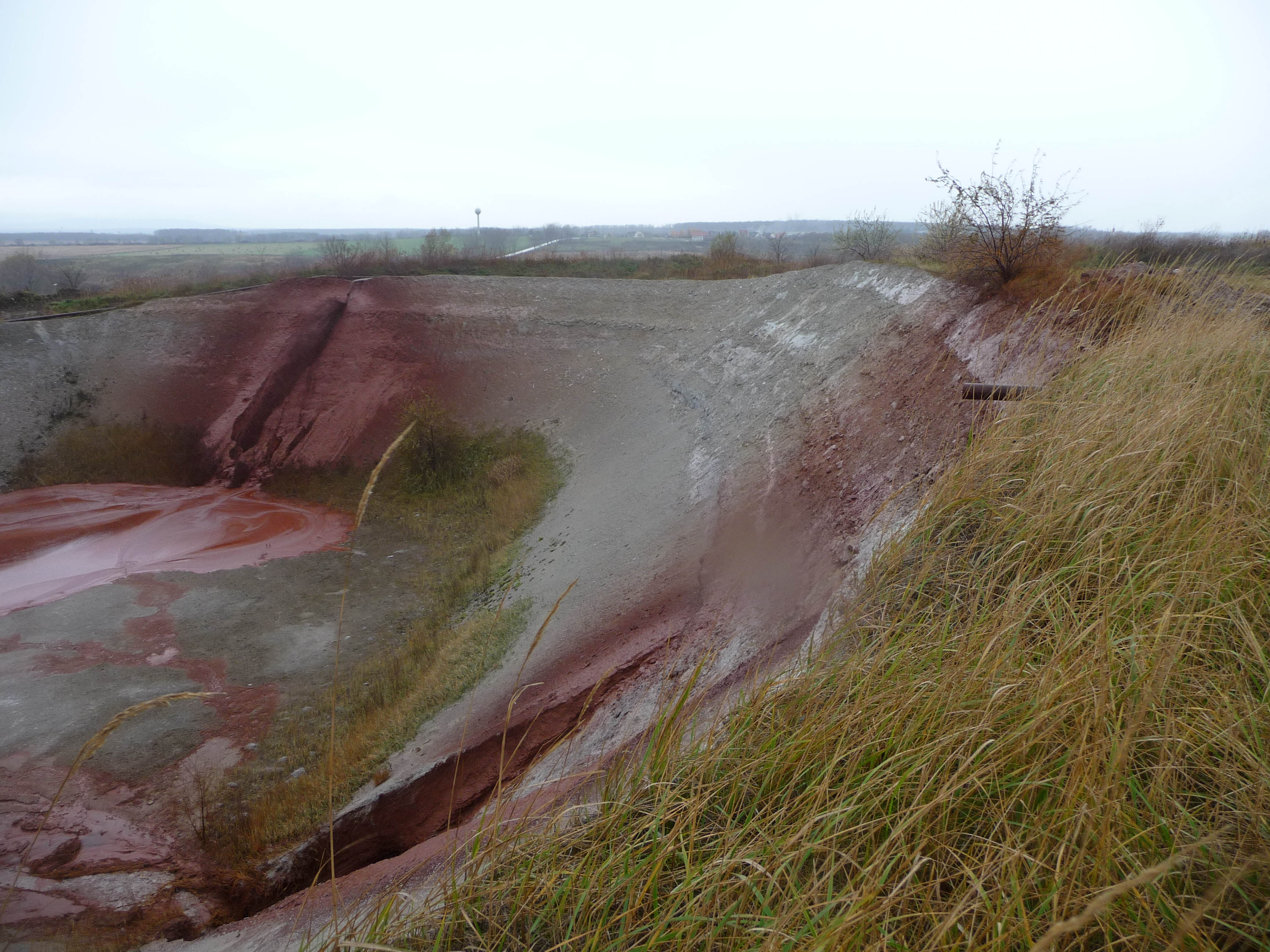
A 10/a kazetta feltöltése
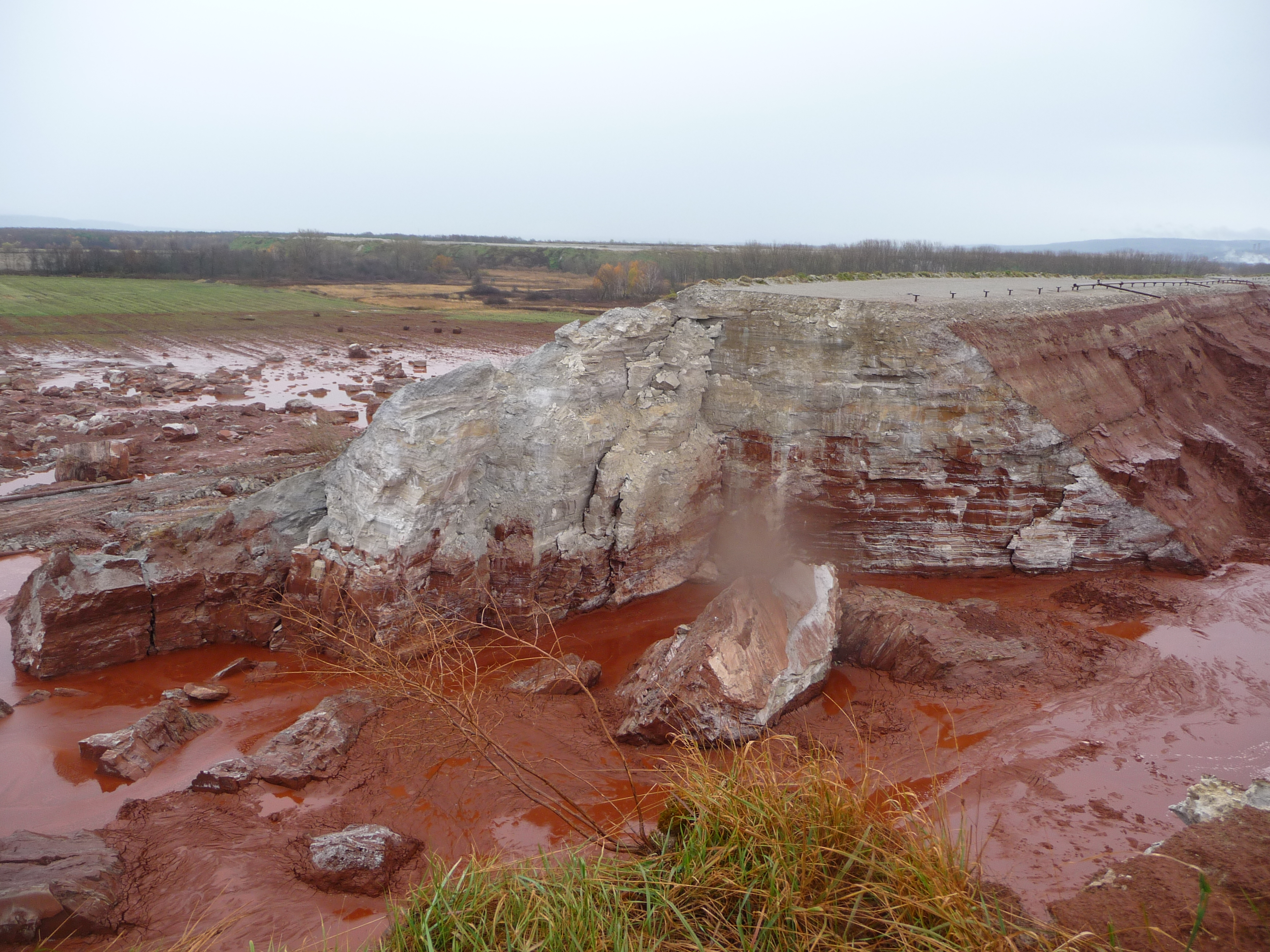
A 10. kazetta gátjának északi fala a szakadás felől
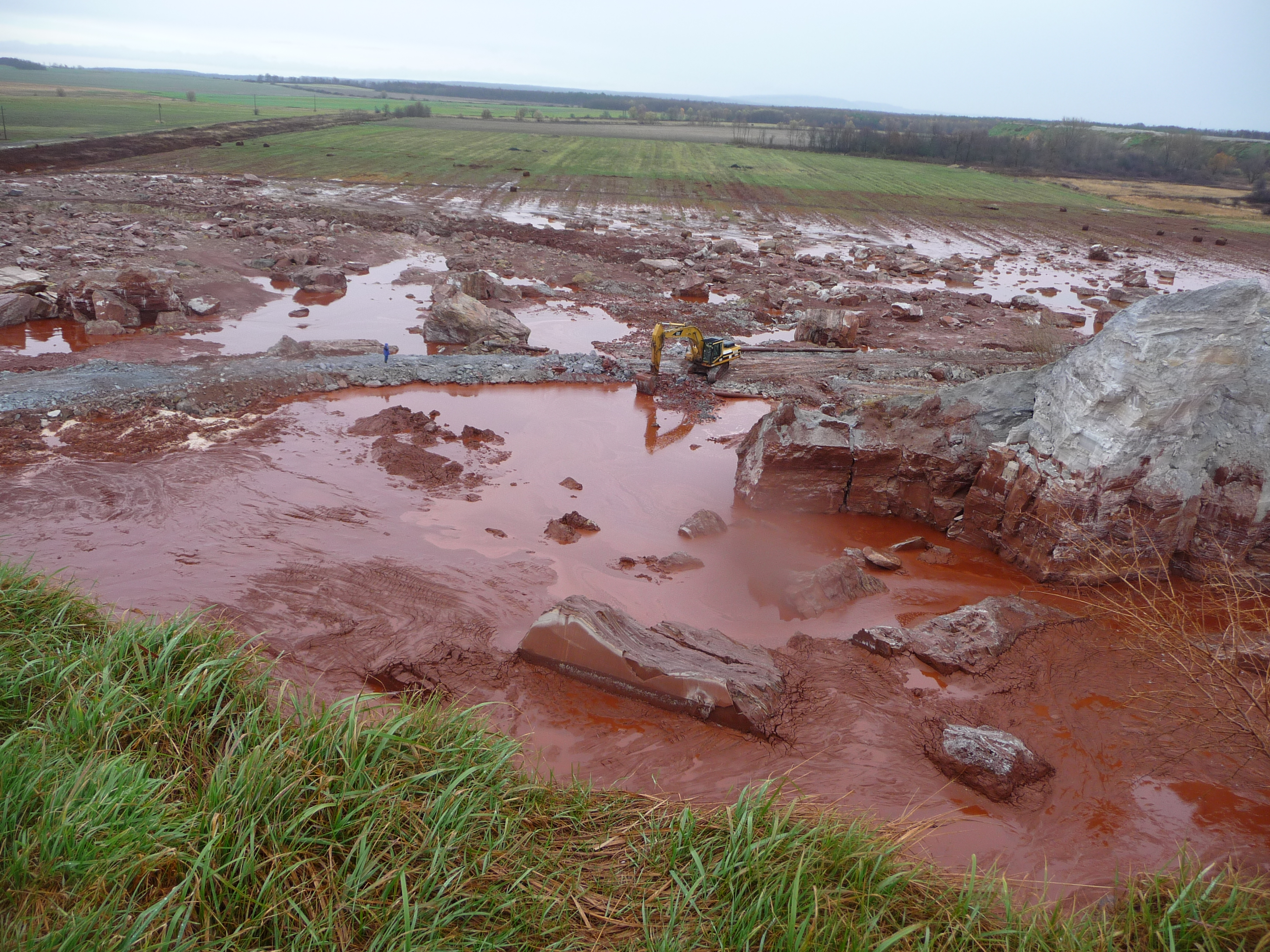
A csurgalékvizeket terelő töltést építik a 10 kazetta átszakadt északnyugati sarka előtt
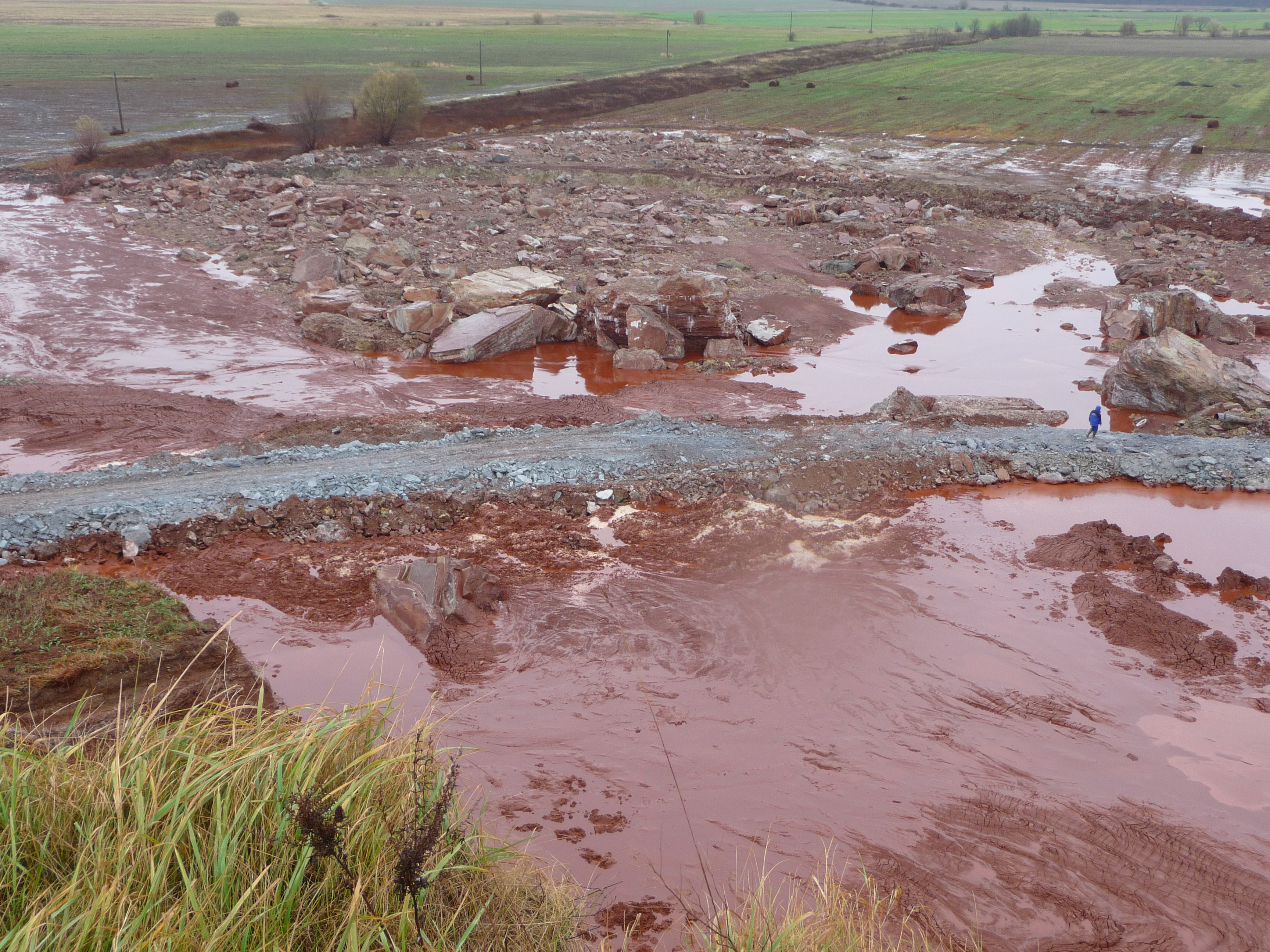
A szakadás előtti kőtenger részlete
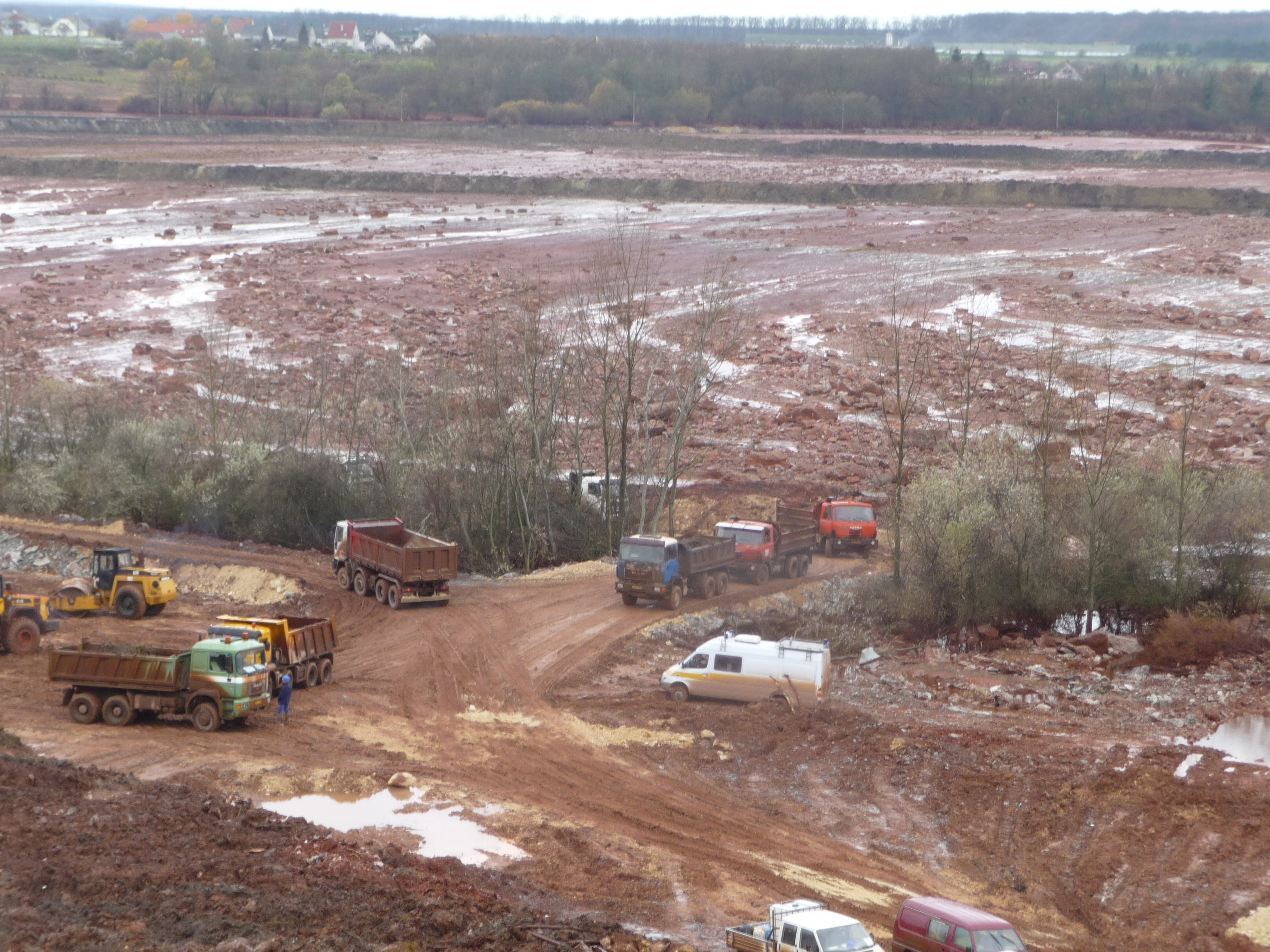
A katasztrófa után épített, tökéletesen fölösleges gátak az iszaptározó és Kolontár között
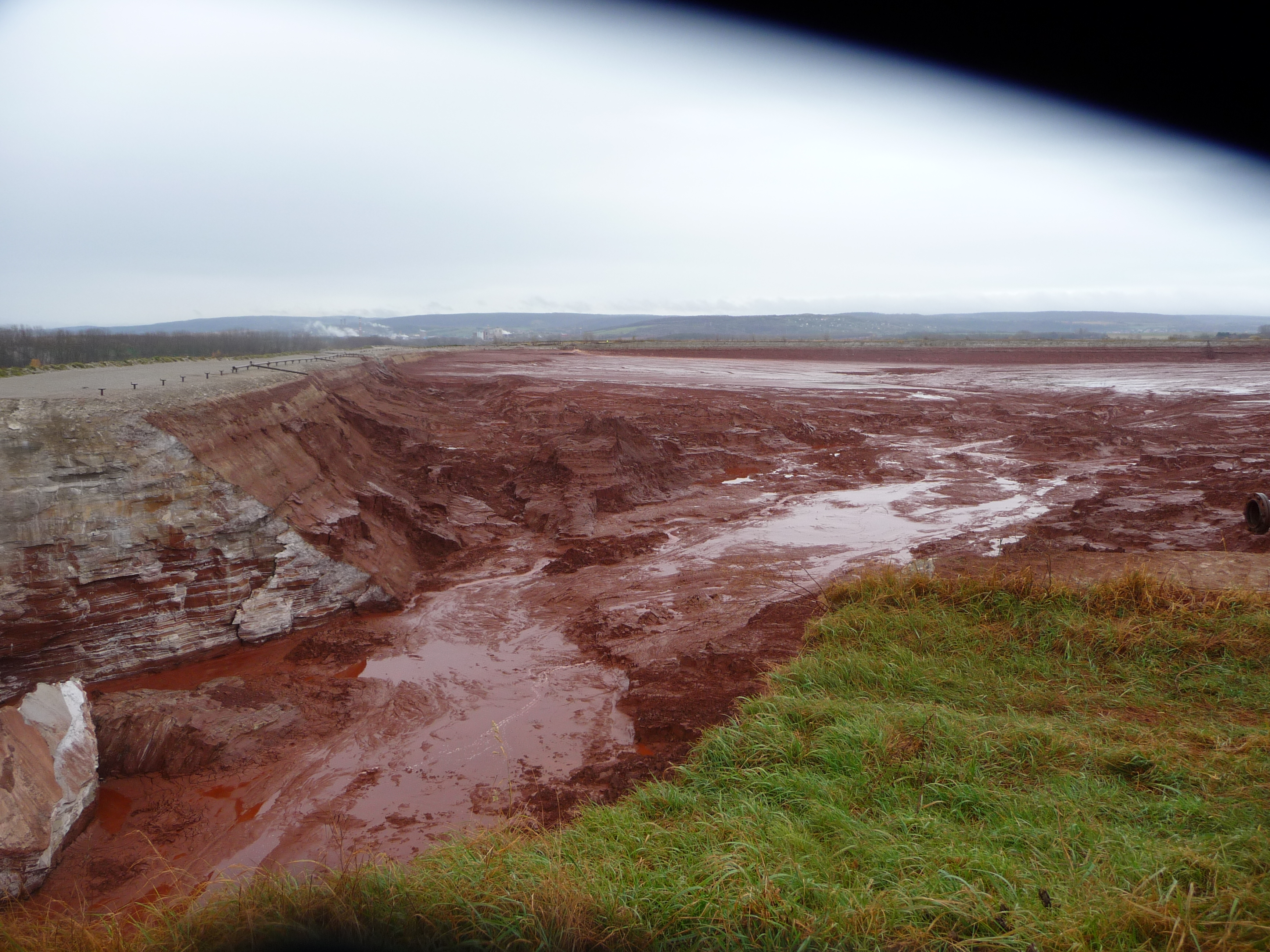
A tározóban maradt vörösiszap a szakadás helye felől
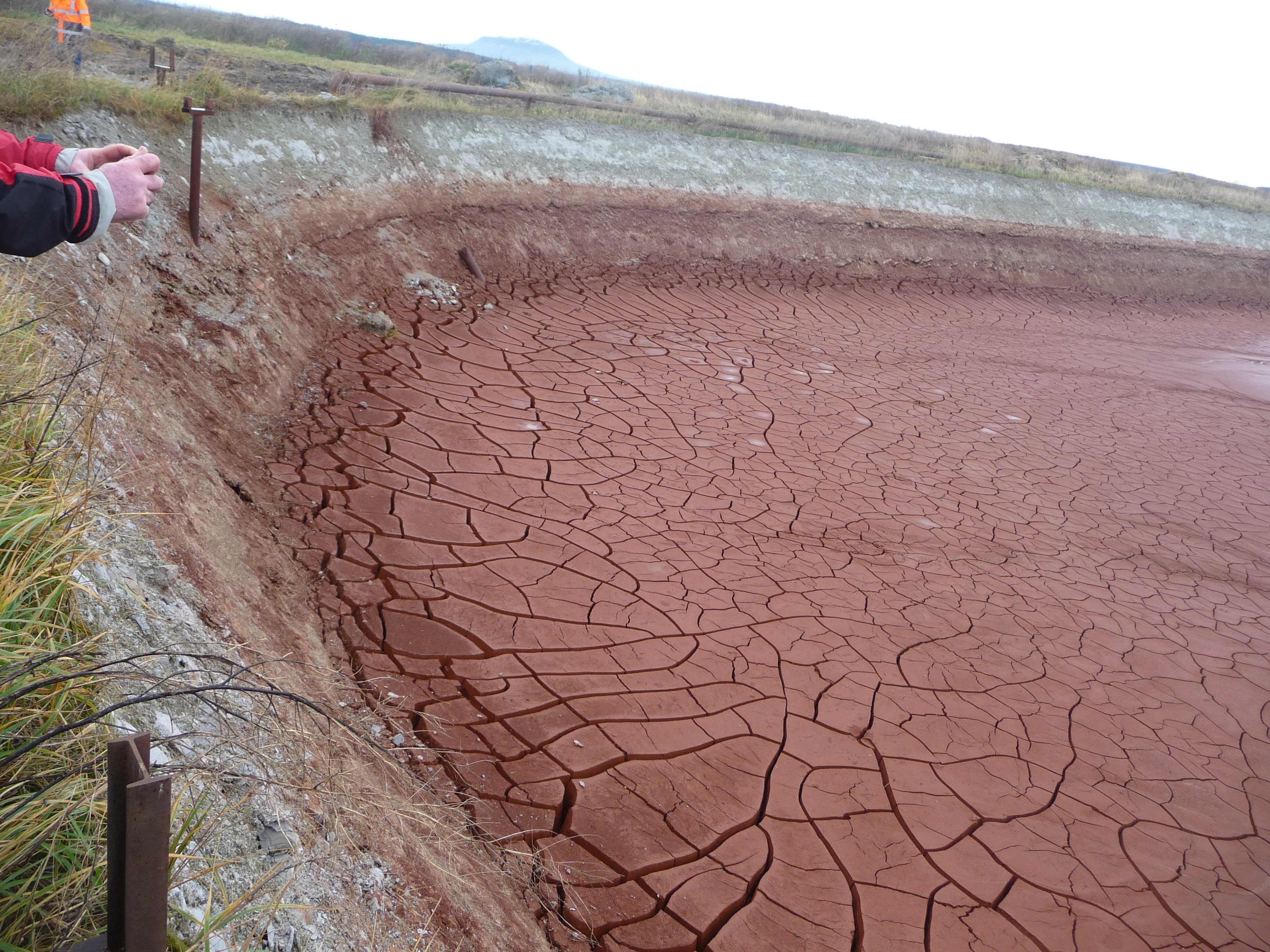
A 10. kazettában a kiszáradó vörösiszap sejtesen fölrepedezik
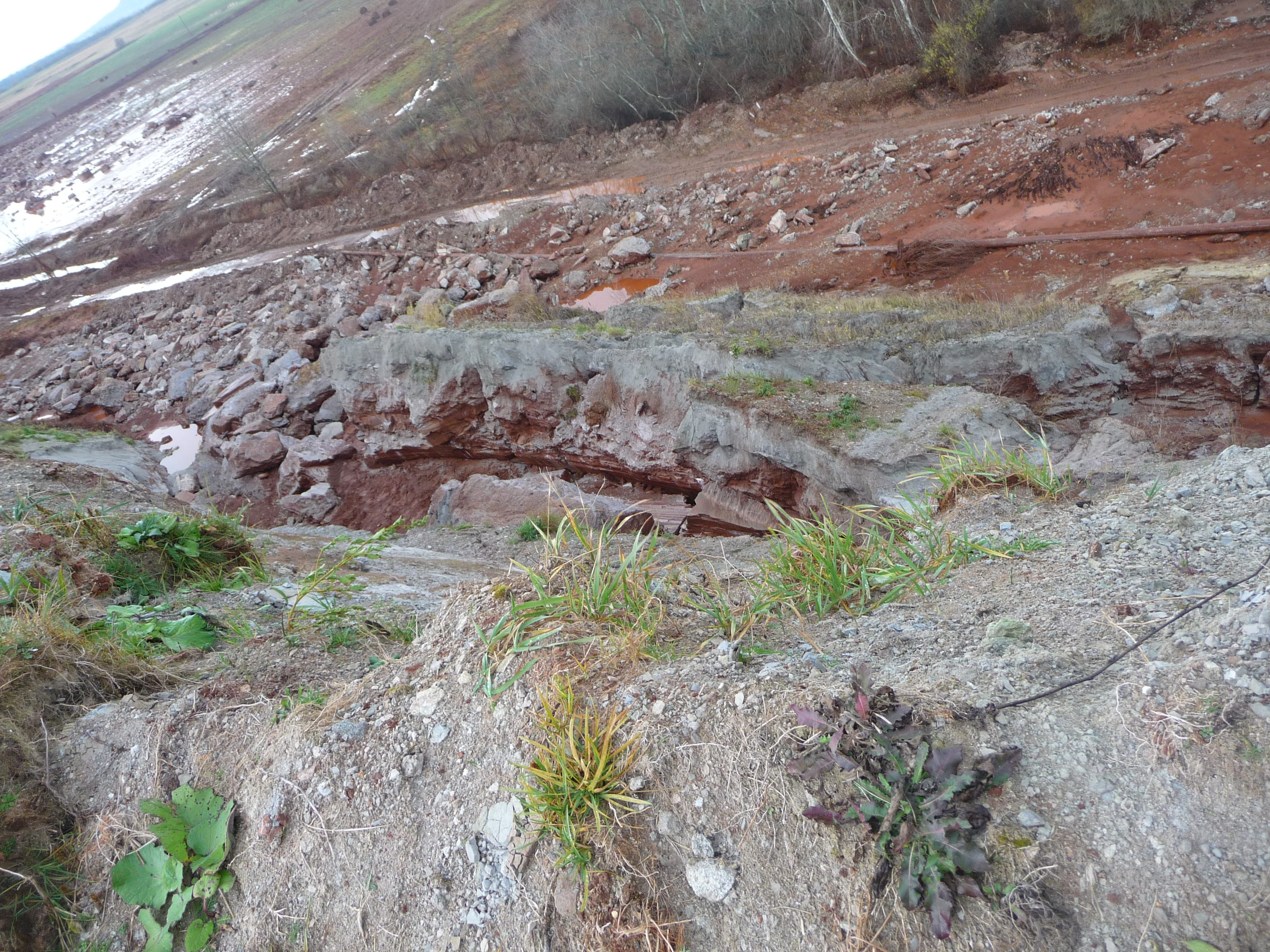
A katasztrófa után a gát északi fala megrogyott, nagy darabjai lesuvadtak
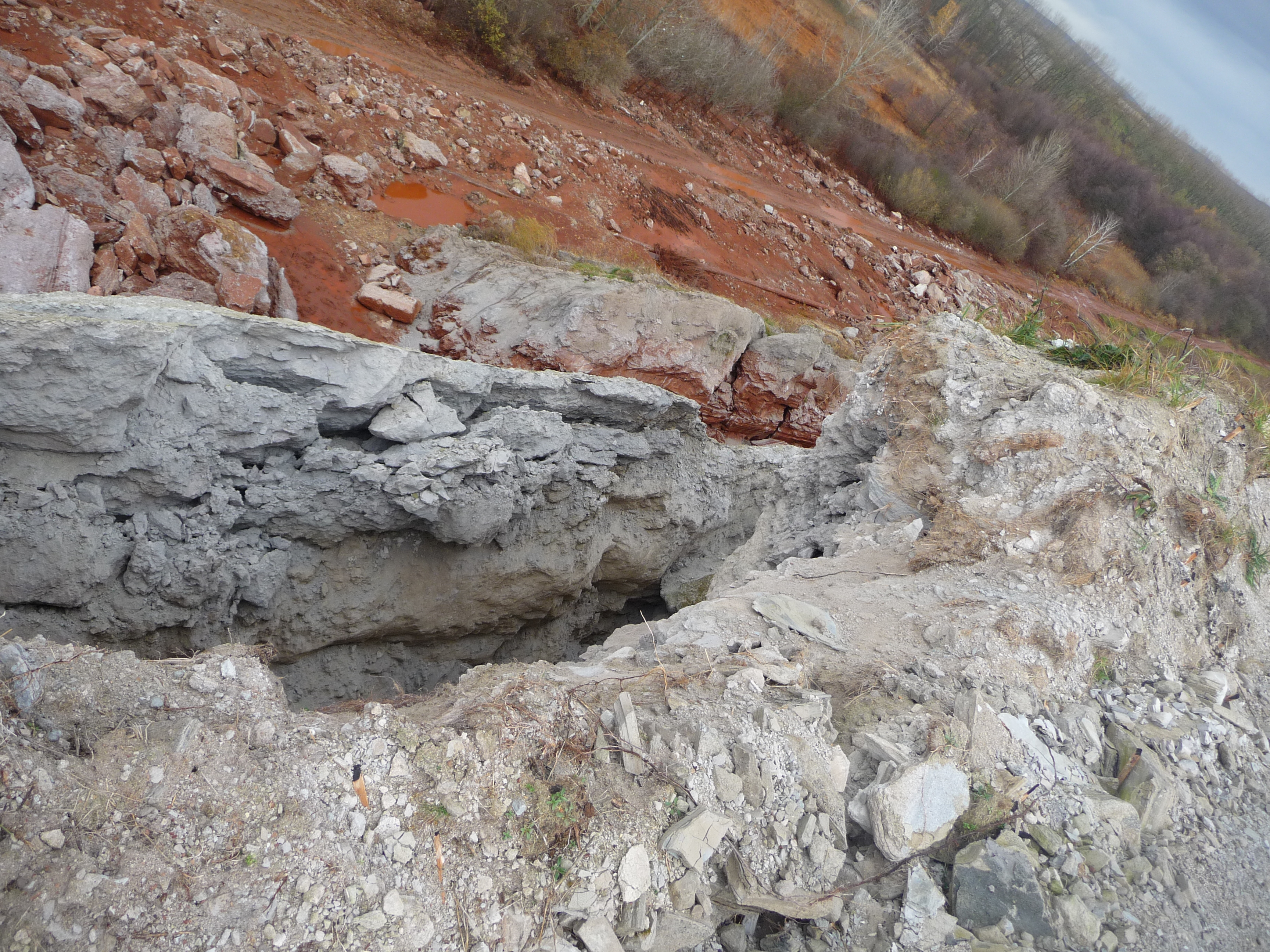
A 10. kazetta suvadó északi fala fölülnézetben
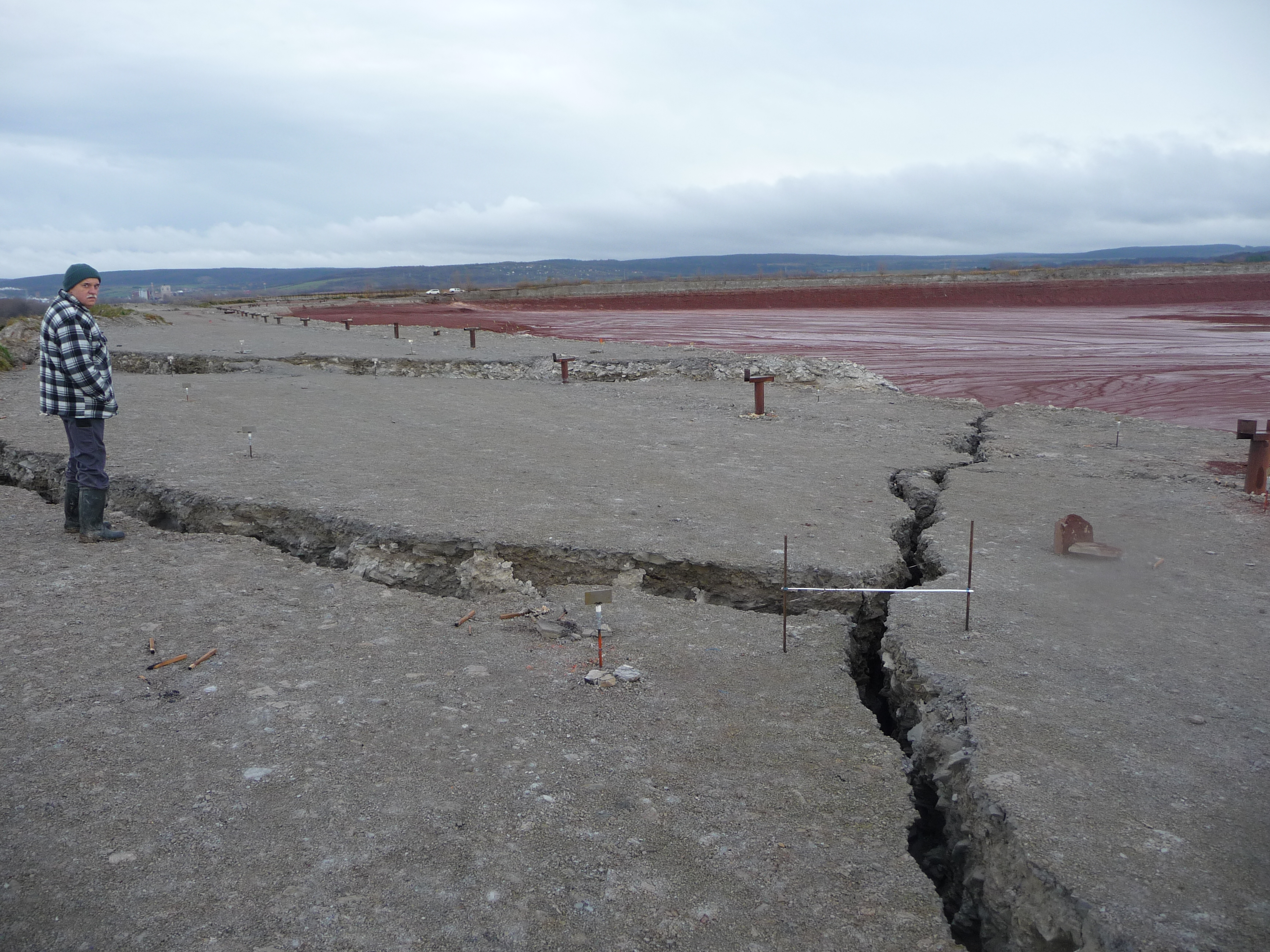
Repedések a gát megrogyott északi falán
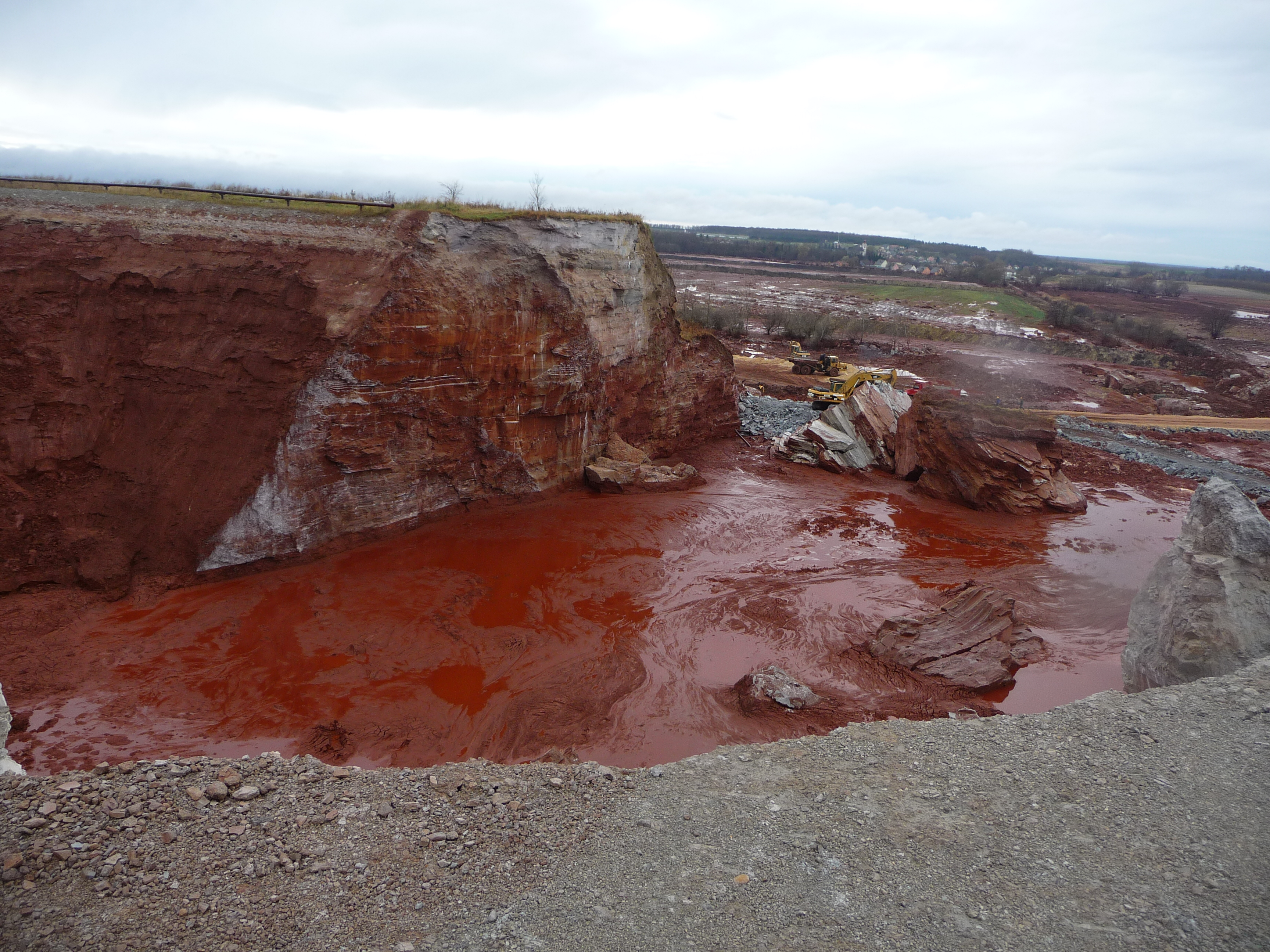
A 10. kazetta gátjának nyugati fala a szakadás felől
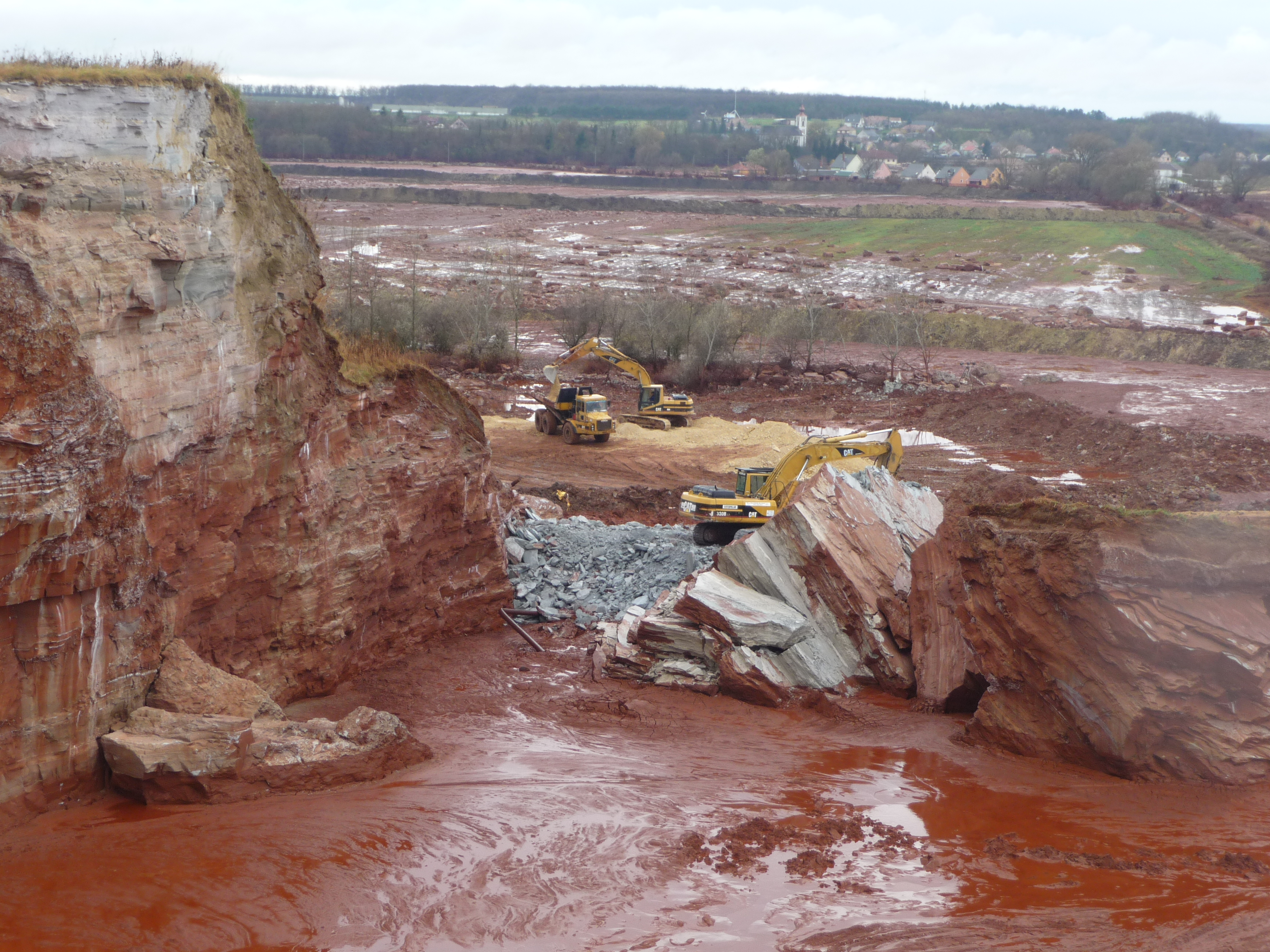
A katasztrófa után bedőlt tömbök az északi fal tetejéről
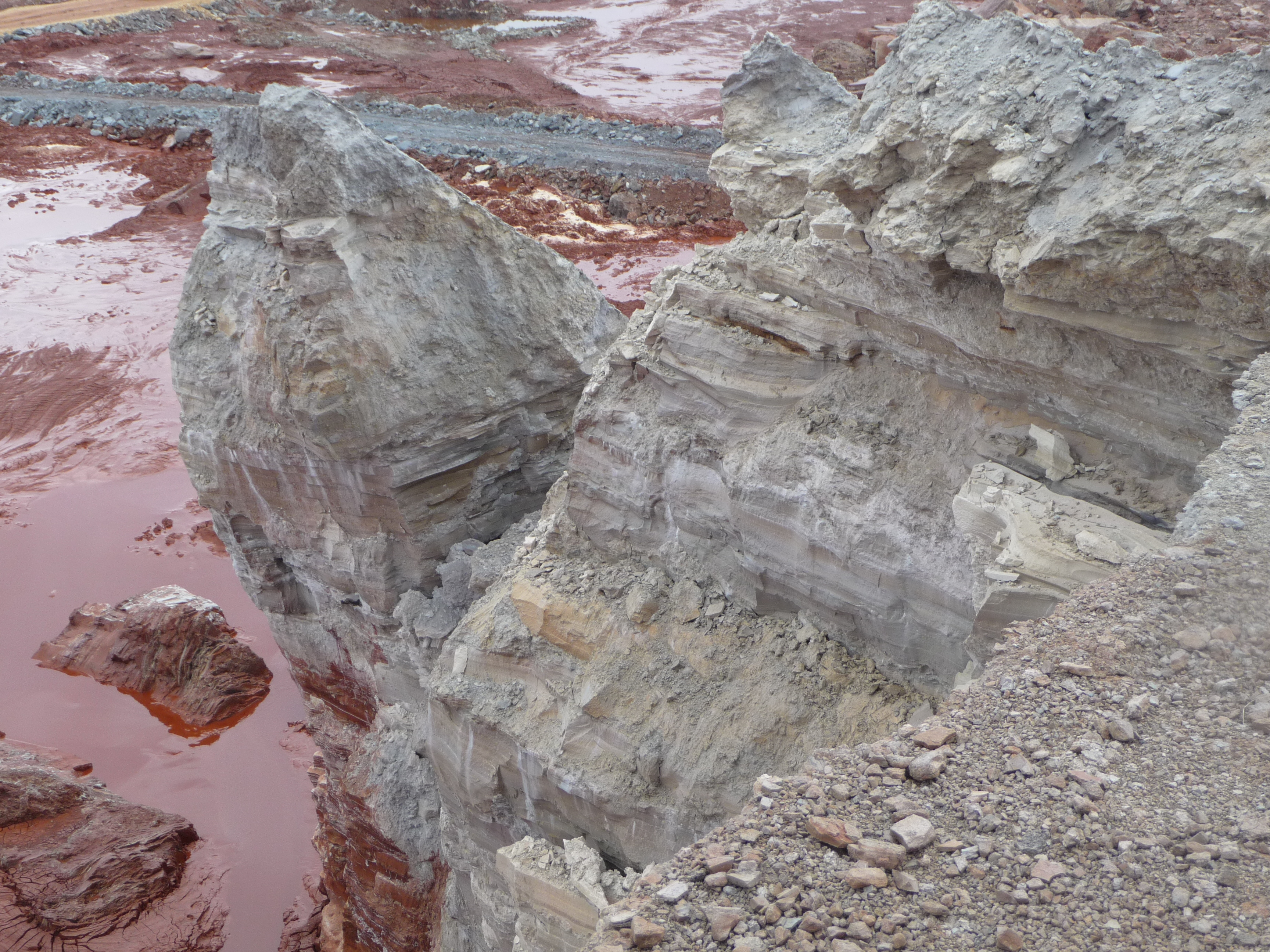
A 10. kazetta átszakadt északi fala
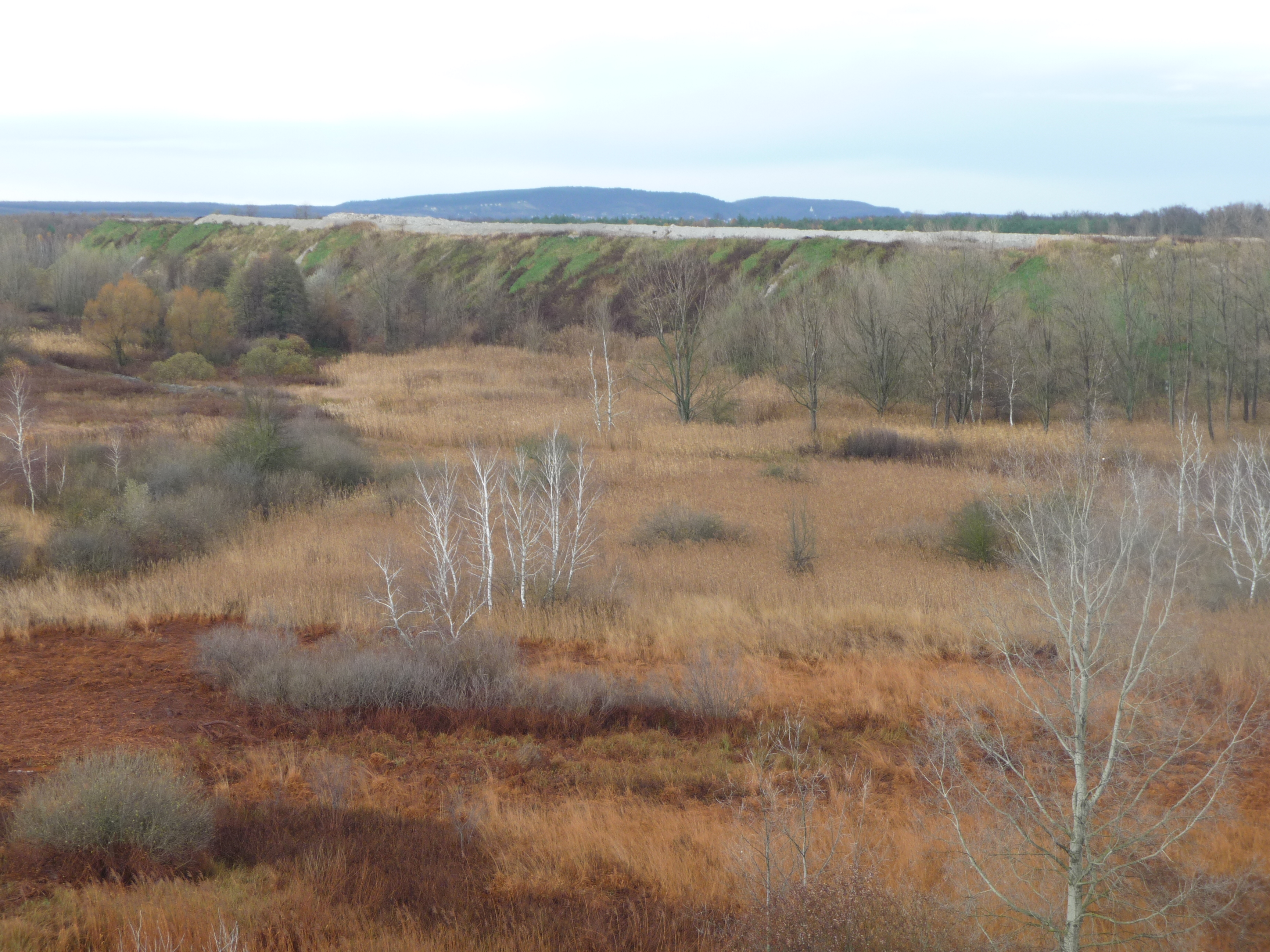
Az 1. kazetta dél felől
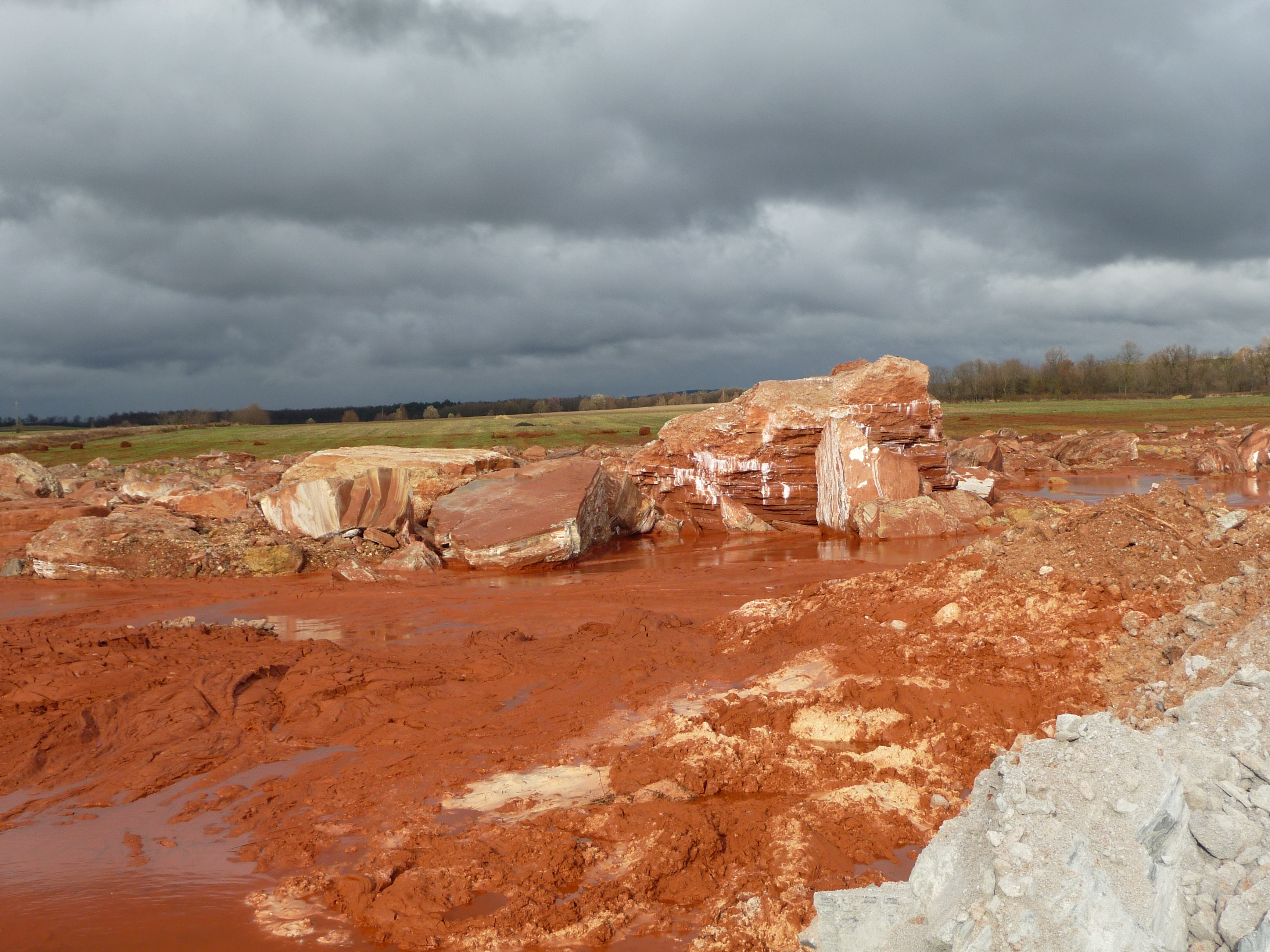
A 10. kazetta előtti kőtenger részlete
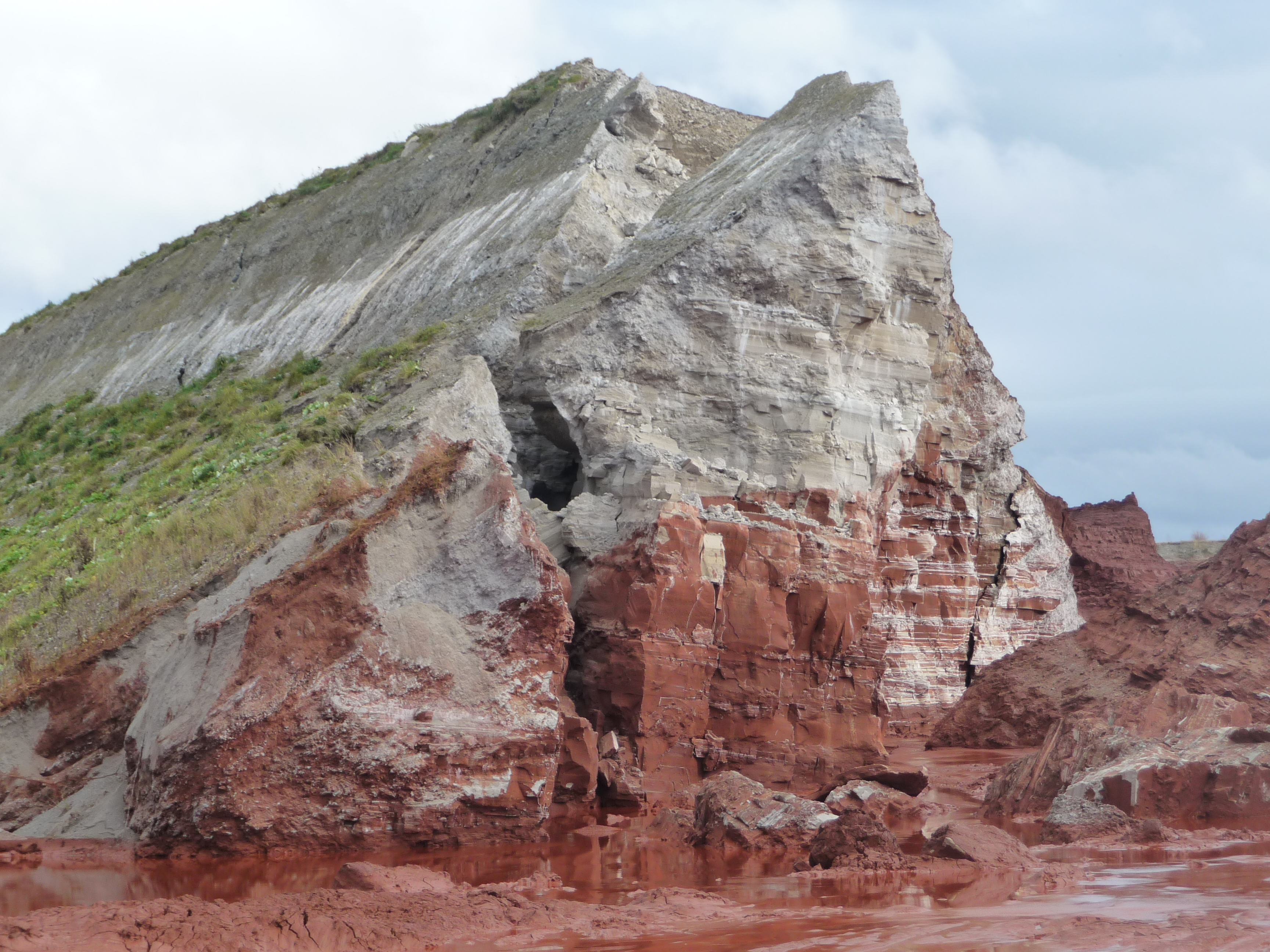
Az északi fal szakadása alulról november 10-én
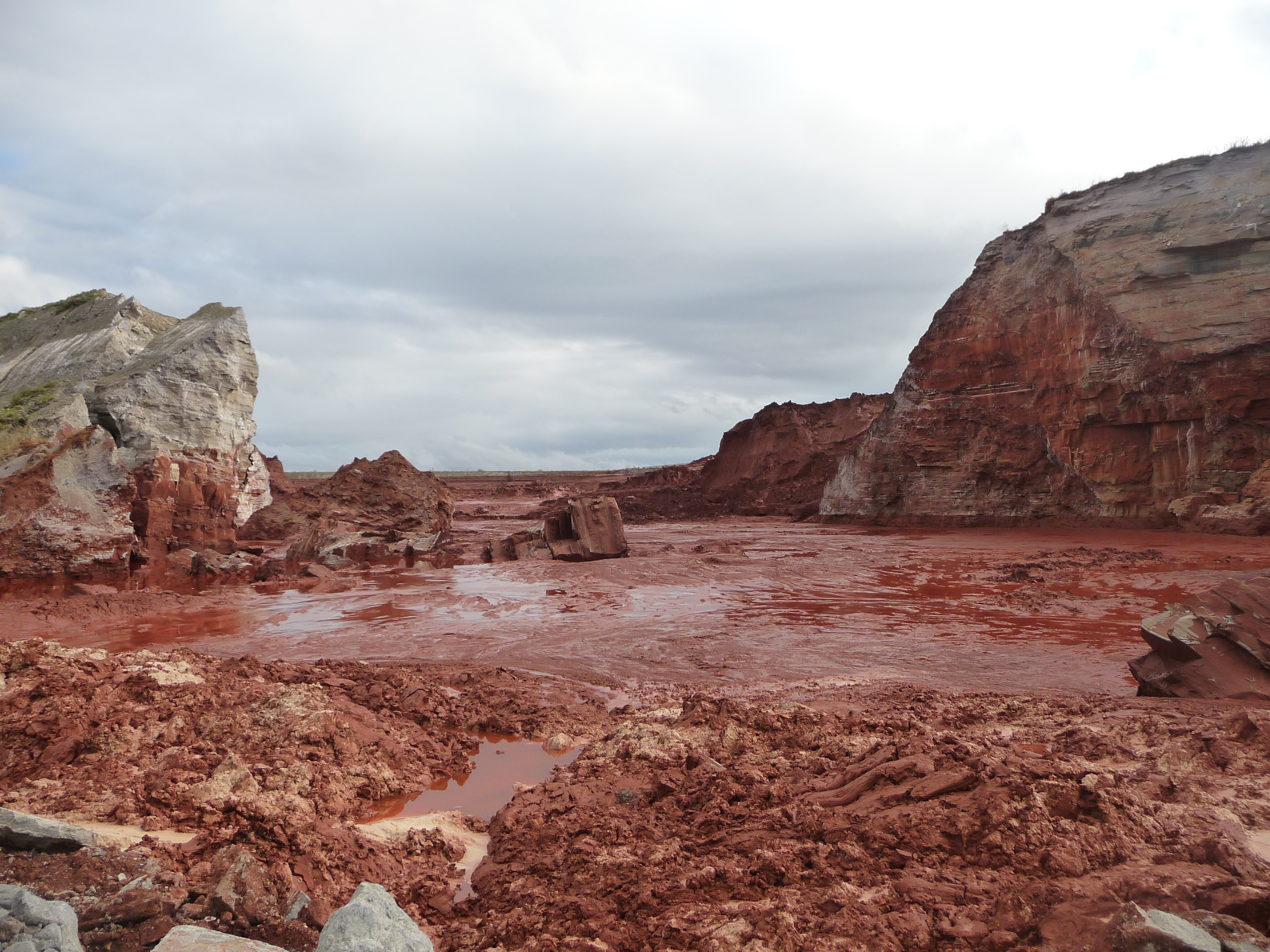
A 10. kazetta belseje a szakadás felől
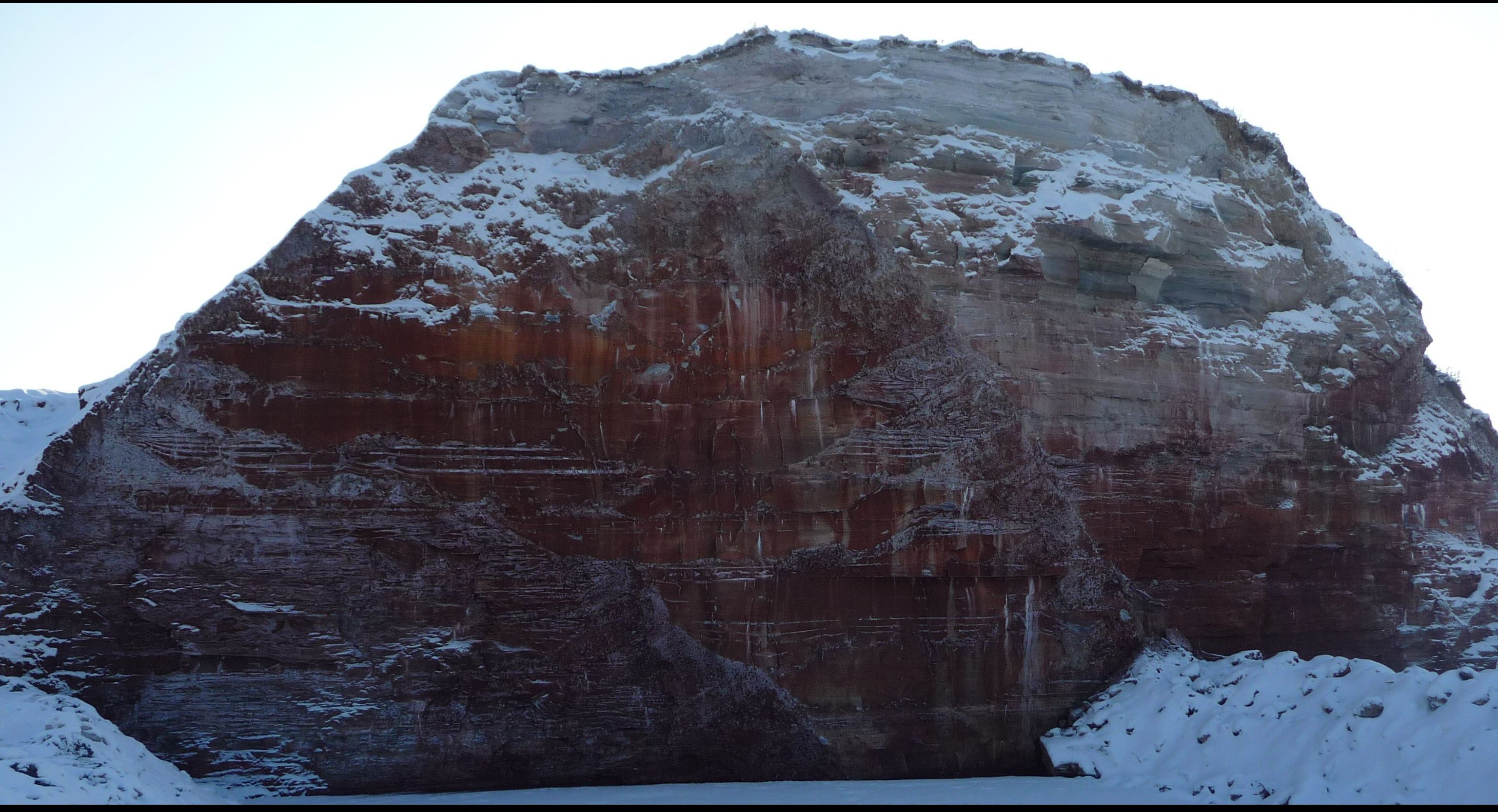
Az átszakadt nyugati fal, másfél hónappal később
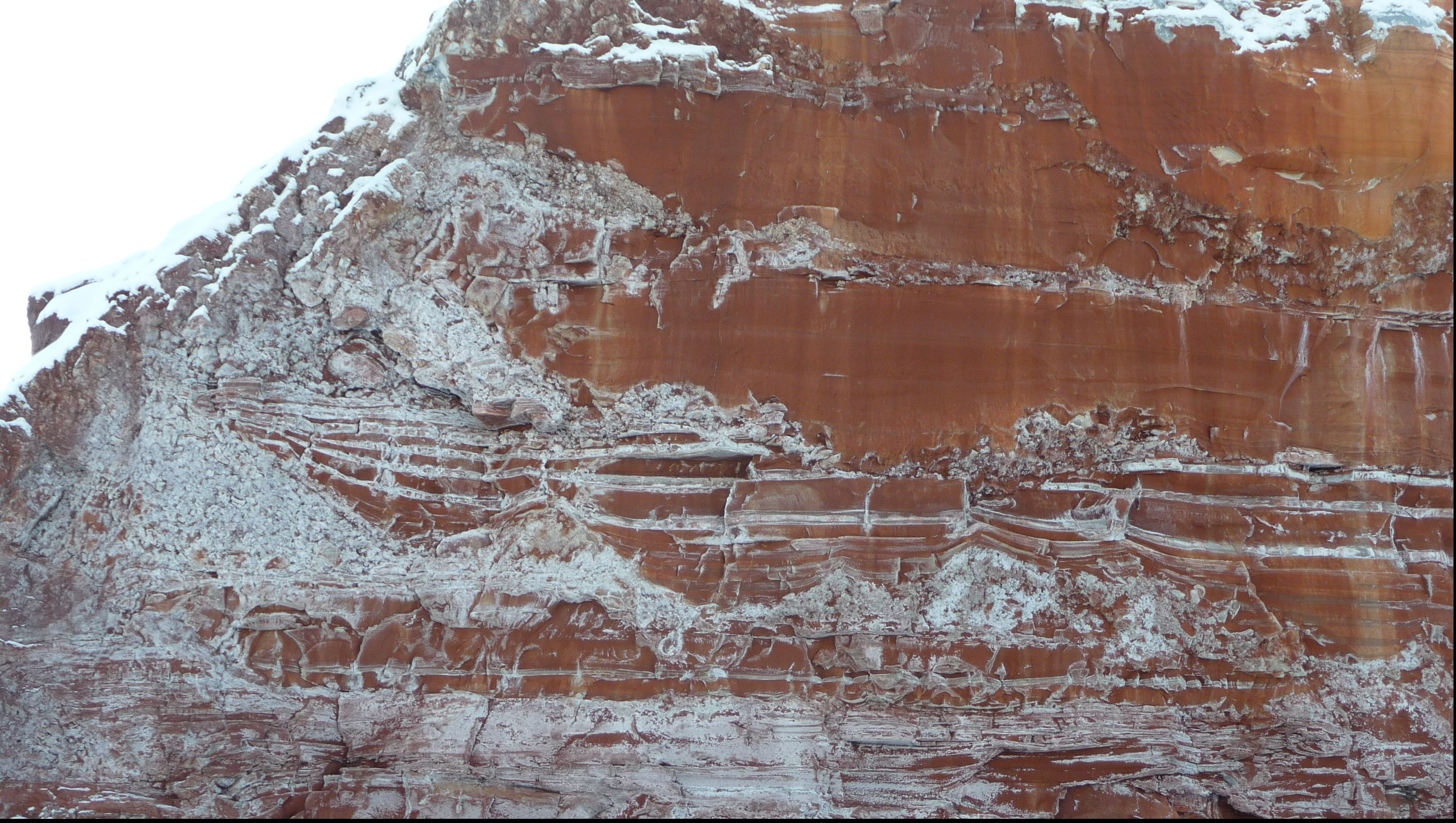
Lúgkorróziós zsákok az átszakadt nyugati falban
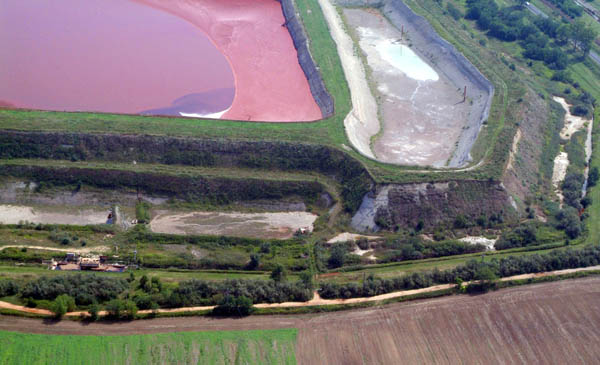
Az ajkai tározó légifotója
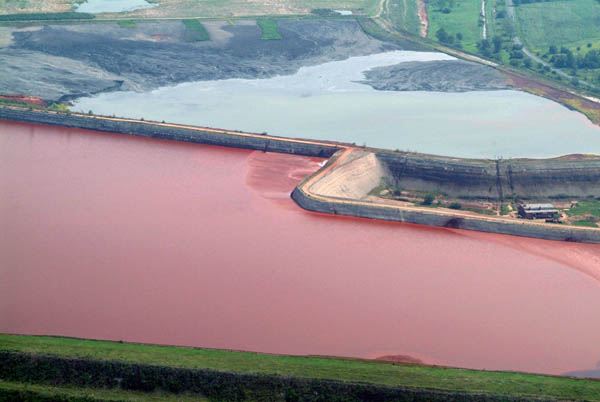
Az ajkai tározó légifotója
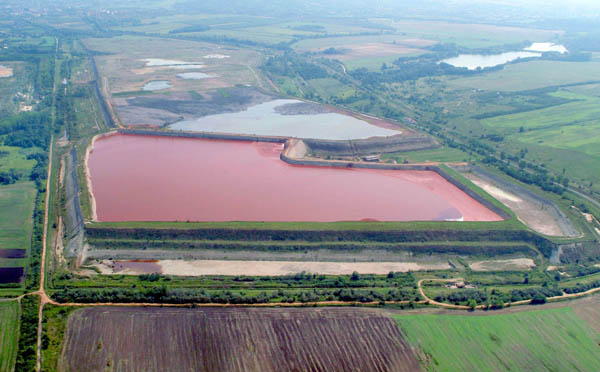
Az ajkai tározó légifotója
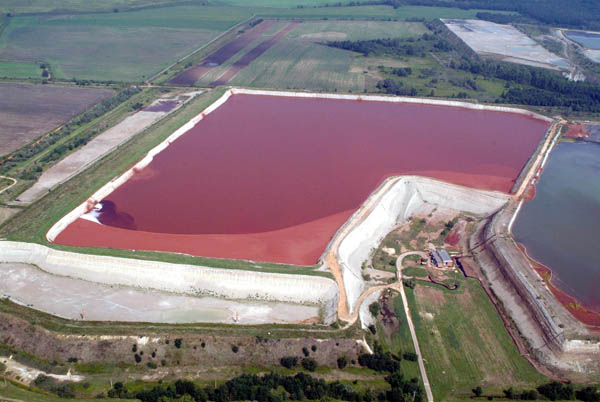
Az ajkai tározó légifotója
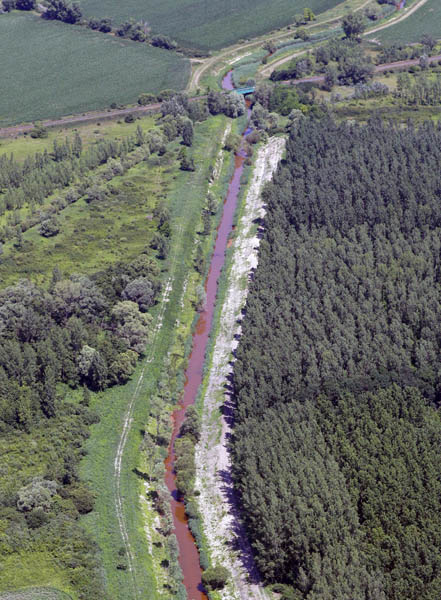
Marcal

## Lásd még
- Vörösiszap
- Doñana-katasztrófa

Az anyagok veszélyességi kategóriáit leíró információk:
- S mondatok
- R mondatok